# Reino das Astúrias
O Reino das Astúrias foi a primeira região da Península Ibérica que se libertou do domínio dos mouros aquando da invasão por estes da Península Ibérica. Protegidos por uma imponente cadeia montanhosa, os cristãos que escaparam à conversão islâmica imposta pela invasão dos mouros refugiaram-se naquele pequeno território do norte da Península, a partir do qual dariam início ao processo de Reconquista Cristã, inicialmente mediante pequenas escaramuças, até aos confrontos directos com os estandartes dos vários reinos cristãos que se foram formando.
Foi, portanto, a primeira entidade política cristã estabelecida na Península depois da capitulação do Reino Visigótico, na sequência da morte de Rodrigo, último rei visigodo, na batalha de Guadalete. A designação de Reino das Astúrias foi inicialmente ostentada por Pelágio das Astúrias.
Em 910, como a Reconquista fez alargar muito o seu território, este foi dividido pelos filhos do Rei Afonso III, o Grande. Tendo Fruela ficado com as Astúrias, Ordonho com o Reino da Galiza e Garcia com o Reino de Leão.
Em determinada altura a Galiza e as Astúrias estiveram integradas no reino de Leão, dada a morte sem descendentes dos seus soberanos, tendo o rei Fruela passado a controlar toda a vasta área do Noroeste Peninsular cristão.
Mas, ao conquistar cada vez mais área para si, na verdade acabaram depois por separar de novo. Mais tarde, podemos considerar que a partir dele surgiram outros reinos como o Reino de Pamplona, Aragão e Castela que derivou em Reino de Leão e Castela e o Condado Portucalense, subsequentemente Reino de Portugal.

## Indígenas da região
| “ | Ali viviam dois povos muito poderosos, Cântabros e ástures, que não estavam submetidos ao nosso Império | ” |

 O Reino Asturiano teve como região os territórios ocidentais e centrais da Cordilheira Cantábrica, particularmente os Picos de Europa e a área central das Astúrias, zonas onde tiveram lugar os principais acontecimentos político-militares durante as primeiras décadas de existência do reino. Segundo as descrições de Estrabão, Dião Cássio e outros geógrafos greco-romanos, estas zonas estavam habitadas já antes da era cristã por diferentes povos, entre os quais se podem citar os seguintes: vadinienses, que habitavam os Picos de Europa e cuja área de assentamento se foi deslocando lentamente em direcção ao Sul durante os primeiros séculos da nossa era, tal como o testemunham as numerosas estelas; os orgenomescos, fixados na costa oriental asturiana; os selinos que, como o próprio nome indica, se distribuíam por todo o vale do Sela (Sália); os lugões, cujo território se estendia entre os rios Sella e Nalón e cuja capital se situava em Luco dos Ástures (Lugo de Llanera); os ástures propriamente ditos, que habitavam a zona interior das Astúrias, situada entre os actuais concelhos de Piloña e Cangas del Narcea; e os pésicos, que moravam na zona costeira de Astúrias Ocidental, entre a foz do Navia e a actual cidade de Gijón.

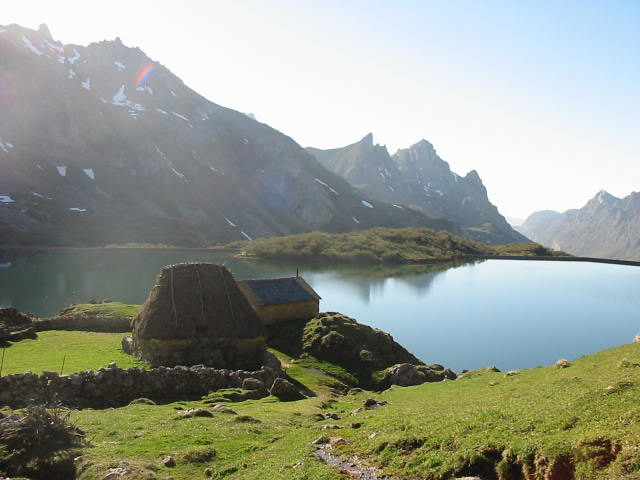
Imagem do lado do Valle (Somiedo). Aqui pode-se observar as conhecidas cabanas de teito, não muito diferentes das residências dos antigos ástures

As informações que nos dão os geógrafos clássicos acerca da filiação étnica destes povos são confusas: Ptolomeu assinala que os ástures habitavam a zona central da actual Astúrias, a que se estende entre os rios Návia e Sela, situando-se a oriente deste rio a fronteira com o território dos Cântabros. No entanto, já no século IV, a Cosmografia de Júlio Honório posiciona a nascente do Ebro em território dos ástures (sub asturibus). Em qualquer caso, e deixando de lado os detalhes relativos às fronteiras entre as diferentes etnias cantábricas, o próprio Estrabão assinala em Geographia que todos os povos do Norte da Hispânia, desde os Galaicos aos vascões, tinham cultura e estilos de vida similares.
Outros testemunhos manifestam que nem os lugões nem os Pésicos se identificavam originalmente com os ástures; assim, no Paroquial Suévico, verifica-se a distinção entre ástures e Pésicos, como se fossem tribos diferenciadas, e numa lápide encontrada no concelho de Piloña - a piedra de los Ungones - assinala-se a fronteira entre os lugões e os ástures. Parece, portanto, que não existia nenhuma identidade supratribal de onde divergissem as tribos do futuro território asturiano.
Contudo, este cenário começou a modificar-se com a queda do Império Romano e durante as migrações dos povos germânicos: a luta, primeiro contra os romanos e mais tarde contra os vândalos asdingos e visigodos, foi forjando uma identidade comum entre os povos da futura Astúrias. Neste contexto, diversas escavações arqueológicas encontraram restos de fortificações ao redor do castro de Carisa (concelho de Lena). Os peritos consideram que a dita linha defensiva, disposta estrategicamente na bacia do rio Caudal — via de entrada natural nas Astúrias desde a Meseta —, prova a existência de uma resistência organizada, no seio da qual deverão ter cooperado todos os habitantes das Astúrias central. Neste sentido, os ditos especialistas descobriram em Carisa dois níveis arqueológicos distintos, um dos quais corresponde às Guerras Cantábricas e um segundo período 675-725 em que se deram a expedição do rei visigótico Vamba contra os ástures e a conquista das Astúrias por Muça ibne Noçáir.
A identidade asturiana, que progressivamente se ia forjando, cristalizaria de maneira definitiva após a coroação de Pelágio, a vitória em Covadonga e a subsequente consolidação do Reino das Astúrias. Neste sentido, a crónica Albeldense, ao narrar patrioticamente os sucessos de Covadonga, afirma que, após essa batalha, «nasceu por divina providência o Reino das Astúrias».

## Evolução histórica

### Ocupação islâmica e revolta astúrica
| “ | Diz-nos Issa ibne Amade Arrazi que no tempo de Ambaçá ibne Suaim Alcalbi se levantou em terras da Galiza um asno selvagem chamado Pelágio | ” |

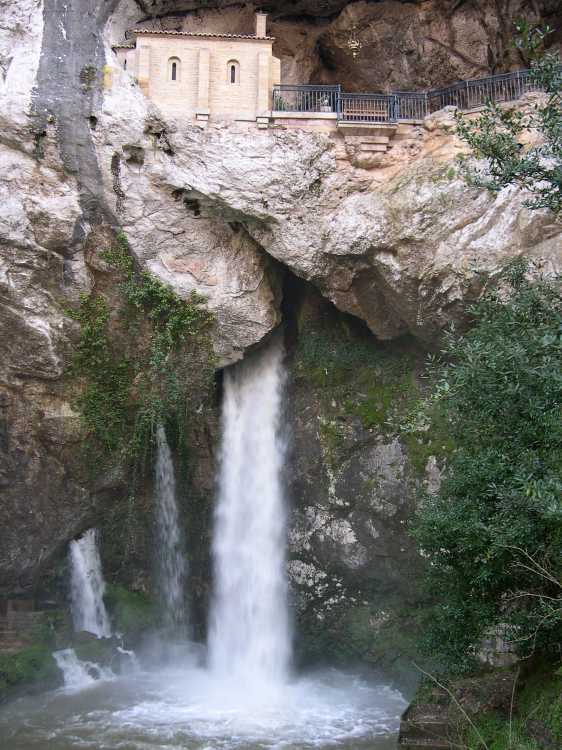
A Santa Cova em Covadonga, santuário que remonta a Pelágio das Astúrias

No decorrer da Invasão muçulmana da Península Ibérica, as principais cidades e centros administrativos da Península foram caindo nas mãos das tropas muçulmanas. O domínio das regiões centrais e meridionais, como os vales do Guadalquivir ou do Ebro apresentou poucos problemas aos recém chegados, que se fizeram valer da ajuda das estruturas administrativas visigodas existentes, de origem romana. No entanto, nas montanhas do Norte, os centros urbanos eram praticamente inexistentes e a submissão da nação far-se-ia de forma progressiva, praticamente de vale a vale. Por vezes, os muçulmanos faziam reféns para se assegurar da pacificação do terreno recém conquistado.
Após a primeira incursão de Tárique, que no ano 711 chegou até Toledo, o vice-rei do Iémen de Ifríquia, Muça ibne Noçáir, cruzou no ano seguinte o Estreito de Gibraltar e levou a cabo uma maciça operação de conquista que o levaria a capturar, entre outras, as cidades de Mérida, Toledo, Saragoça e Lérida. Na última fase da sua campanha militar chegou ao noroeste da Península, onde conseguiu apoderar-se das povoações de Lugo e Gijón. Nesta última cidade instalou um pequeno destacamento berbere, encabeçado por um governador, Munuza, cuja missão consistiria em consolidar o domínio muçulmano sobre as Astúrias. Como garantia da submissão da região, alguns nobres, entre eles Pelágio, foram levados como reféns para Córdova.
Porém, segundo nos relatam tanto a Crónica Rotense como a de Almacari, Pelágio conseguiu evadir-se da cidade durante o governo do uale Alhor (717-718) e, no regresso às Astúrias, instigou uma revolta contra as autoridades muçulmanas de Gijón. O caudilho dos ástures — cuja origem é discutida pelos historiadores — teria então residência em Bres (concelho de Piloña) e para lá foram enviadas as tropas de Munuza, a mando do general Alcama. Tão cedo foi recebida a notícia da chegada dos muçulmanos, Pelágio e os seus companheiros cruzaram apressadamente o rio Piloña e dirigiram-se ao monte Auseva, onde se refugiaram numa das suas covas, Covadonga, e aí conseguiram emboscar o destacamento sarraceno, que foi aniquilado. A vitória — relativamente pequena, já que nela apenas intervieram poucas centenas de soldados berberes — outorgou um grande prestígio a Pelágio e provocou a insurreição maciça dos ástures. Munuza, ao deparar-se vulnerável com a região progressivamente hostil, decidiu abandonar Gijón e dirigir-se à Meseta através do Caminho da Mesa. Contudo, seria interceptado e morto pelos ástures em Olalíes (actual concelho de Grado).

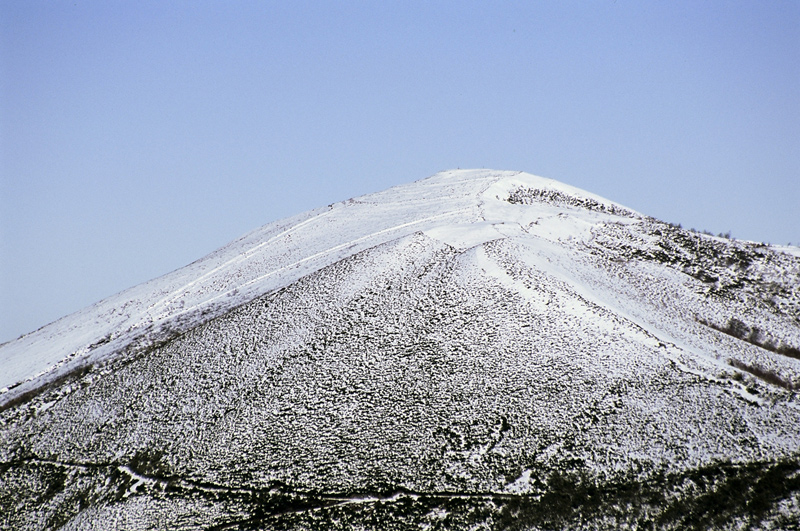
Vista do reservatório do monte Curiechos, em La Carisa

Recentemente, no Pico Homón — próximo do Puerto de la Mesa — e em Carisa (situada uns 15 quilómetros mais a Este, no concelho de Lena, dominando os vales do Huerna e Pajares), foram levadas a cabo escavações por uma equipa de arqueólogos, onde se encontraram fortificações cuja datação, segundo os dados proporcionados pelo Carbono 14, se situa nos finais do século VII e princípios do VIII: Aqui foram encontradas atalaia e fossos de quase dois metros, em cuja construção e vigilância tiveram que participar milhares de soldados, o que requeria um grande nível de organização e liderança firme, provavelmente do próprio Pelágio. Por esse motivo, os especialistas consideram muito provável que a construção da dita linha defensiva tenha tido como objectivo impedir a entrada dos muçulmanos nas Astúrias através dos portos da Mesa e Pajares.
Decorrida a vitória de D. Pelágio na batalha de Covadonga (722) sobre os muçulmanos, estabelece-se uma pequena entidade territorial nas montanhas asturianas que dará lugar mais tarde ao Reino das Astúrias. A liderança de Pelágio não era comparável à dos reis visigodos: com efeito, os primeiros reis das Astúrias se autotitulavam alternativamente entre princeps (príncipes) e rex (reis) e não seria senão na época de Afonso II que este título se consolidaria definitivamente. De salientar que o título de princeps tinha uma grande tradição nos povos indígenas do norte da Península e o seu uso constata-se na epigrafia cantábrica, na que aparecem expressões como princeps albionum (numa inscrição no concelho de Coaña) e princeps cantabrorum (sobre uma lápide vadiniense no município de Cistierna, em Leão). Na realidade, o reino das Astúrias surgiu como uma caudilhagem sobre os povos de La Cornisa cantábrica que haviam resistido tanto aos romanos como aos visigodos e que não estavam dispostos a submeter-se ao governo do Império Omíada. A influência dos imigrantes provenientes do Sul, em fuga do Alandalus, irá impregnando o reino asturiano de goticismo. Note-se, contudo, que ainda no princípio do século IX, no testamento de Afonso II, se renegavam os visigodos, culpando-os da perda da Hispânia. As crónicas nas que se baseia o conhecimento desta época, escritas todas no tempo de Afonso III quando a influência ideológica goticista era já importante, são a Sebastianense, Albeldense e Rotense.

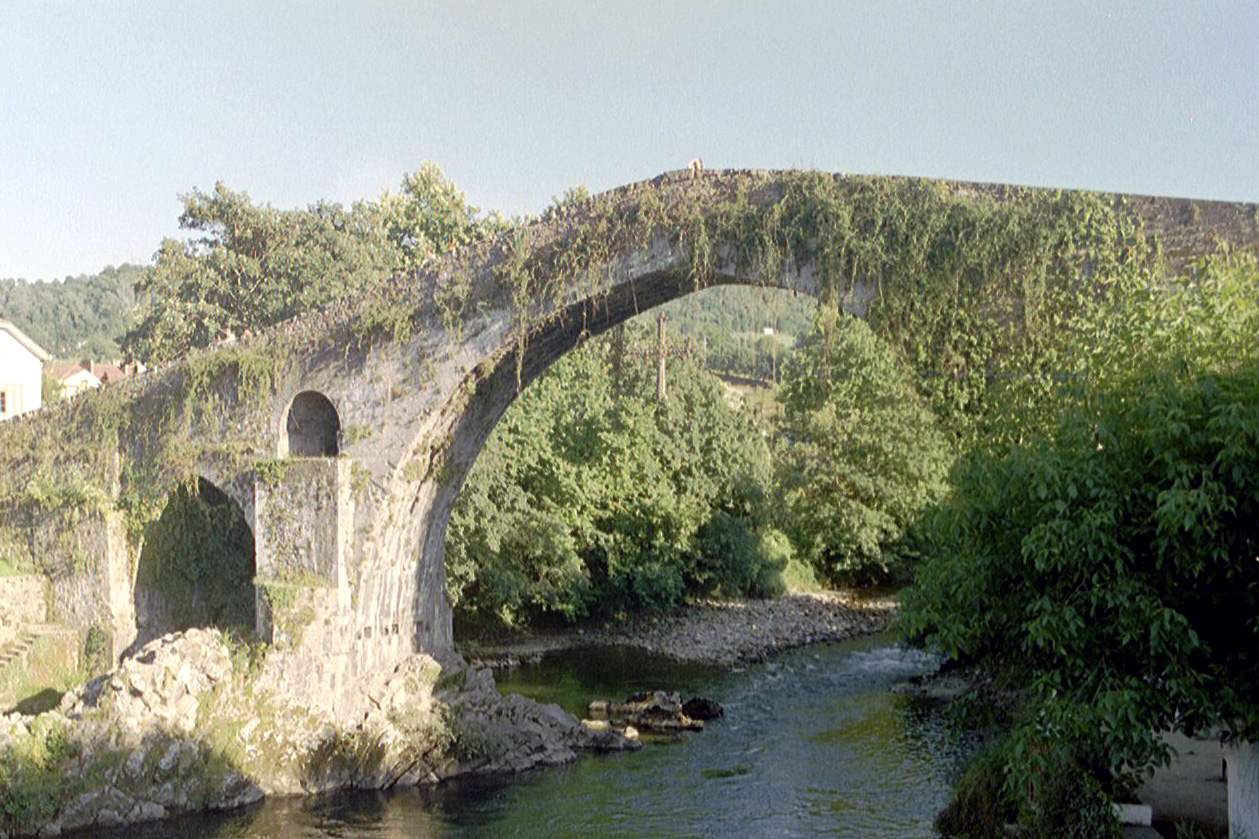
A famosa Ponte Romana da localidade de Cangas de Onís, primeira capital do Reino das Astúrias

Durante as primeiras décadas, o controlo asturiano sobre as diferentes regiões do reino era ainda bastante lasso, e por isso devia ser fortalecido continuamente através de alianças matrimoniais com outras famílias poderosas do norte da Península: é desta forma que Ermesinda, a filha de Pelágio, contraiu matrimónio com Afonso I, filho de Pedro, Duque da Cantábria. E, por sua vez, os filhos de Afonso, Fruela e Adosinda fizeram respectivamente o mesmo com Munia, uma basca originária de Álava e Silo, um chefe local pésico da área de Flavionavia (Pravia).
Após a morte de Pelágio, no ano 737, o seu filho Fávila é eleito monarca. Fávila é morto, segundo as crónicas, por um urso, durante provas de valor normalmente exigidas à nobreza da época.

### Expansão inicial
Afonso I sucedeu a Fávila, herdando o trono das Astúrias graças ao matrimónio contraído com a filha de Pelágio, Ermesinda. Afonso terá nascido provavelmente em Tricio Magalo (Tricio, La Rioja), sede do seu progenitor, Pedro, duque da Cantábria: a crónica Albeldense narra que Afonso partiu de terras riojanas para as Astúrias para contrair matrimónio com Ermesinda. A morte de Fávila possibilitou-lhe o acesso ao trono, assim como a chegada ao poder de uma das famílias que se tornaria das mais poderosas no Reino das Astúrias: a Casa de Cantábria. Com o passar do tempo, e com a progressiva despovoação da Meseta e do Vale Médio do Ebro, onde se situavam as principais praças fortes do Ducado da Cantábria, como Amaya, Tricio, ou a Cidade da Cantábria, os descendentes do Duque Pedro foram-se progressivamente transladando para a região cantábrica e aí se misturaram com os destinos do Reino das Astúrias.
Terá sido Afonso quem iniciou a expansão territorial do pequeno reino cristão desde o seu primeiro solar nos Picos de Europa, avançando em direcção a Oeste, para a Galiza, e para Sul, com sistemáticas incursões no vale do Douro, tomando cidades e povoações e realojando os seus habitantes nas zonas mais seguras, a Norte. Esta medida provocou o despovoamento estratégico da Meseta, criando o Deserto do Douro como protecção contra futuros ataques muçulmanos.
Este despovoamento, defendido por Claudio Sánchez-Albornoz, é actualmente colocado em dúvida, pelo menos no que se refere à sua magnitude. As principais ideias para refutá-lo são, por um lado, a conservação da toponímia menor em múltiplas comarcas, bem como o facto de que hoje em dia ainda persistam grande diferenças, tanto pelo ponto de vista da antropologia biológica como da cultural, entre os habitantes da zona cantábrica e dos da Meseta Central. O que parece efectivamente inquestionável é o facto de na primeira metade do século VIII ter-se assistido a um processo de ruralização do vale do Douro, que traria consigo o abandono da vida urbana e a reorganização das povoações em pequenas comunidades de pastores. Das possíveis causas deste processo podem citar-se as seguintes: a quebra definitiva do sistema de produção esclavagista existentes desde os tempos do Baixo Império, a propagação continuada de grandes epidemias nesta zona e, por último, o abandono do Alandalus por parte das guarnições berberes após a revolta dos anos 740 e 741. Tudo isto possibilitou o surgimento de um espaço pouco povoado e mal organizado que isolou o reino asturiano das investidas muçulmanas e lhe permitiu desenvolver-se progressivamente.
De resto, as campanhas dos reis Afonso I e Fruela no vale do Douro não deveriam ser muito diferentes das razias que os ástures realizavam nessa zona na época pré-romana: inicialmente a sua expansão desenrola-se fundamentalmente através do território cantábrico (desde a Galiza até Biscaia) e será necessário esperar até aos reinados de Ordonho I e Afonso III para que o Reino das Astúrias efective a possessão dos territórios situados a Sul da Cordilheira.
Fruela I, filho de Afonso I, consolida e amplia os domínios do seu pai, mas morreria assassinado pelos membros da sua nobreza vinculados à Casa da Cantábria.

### Transformações sociais e políticas

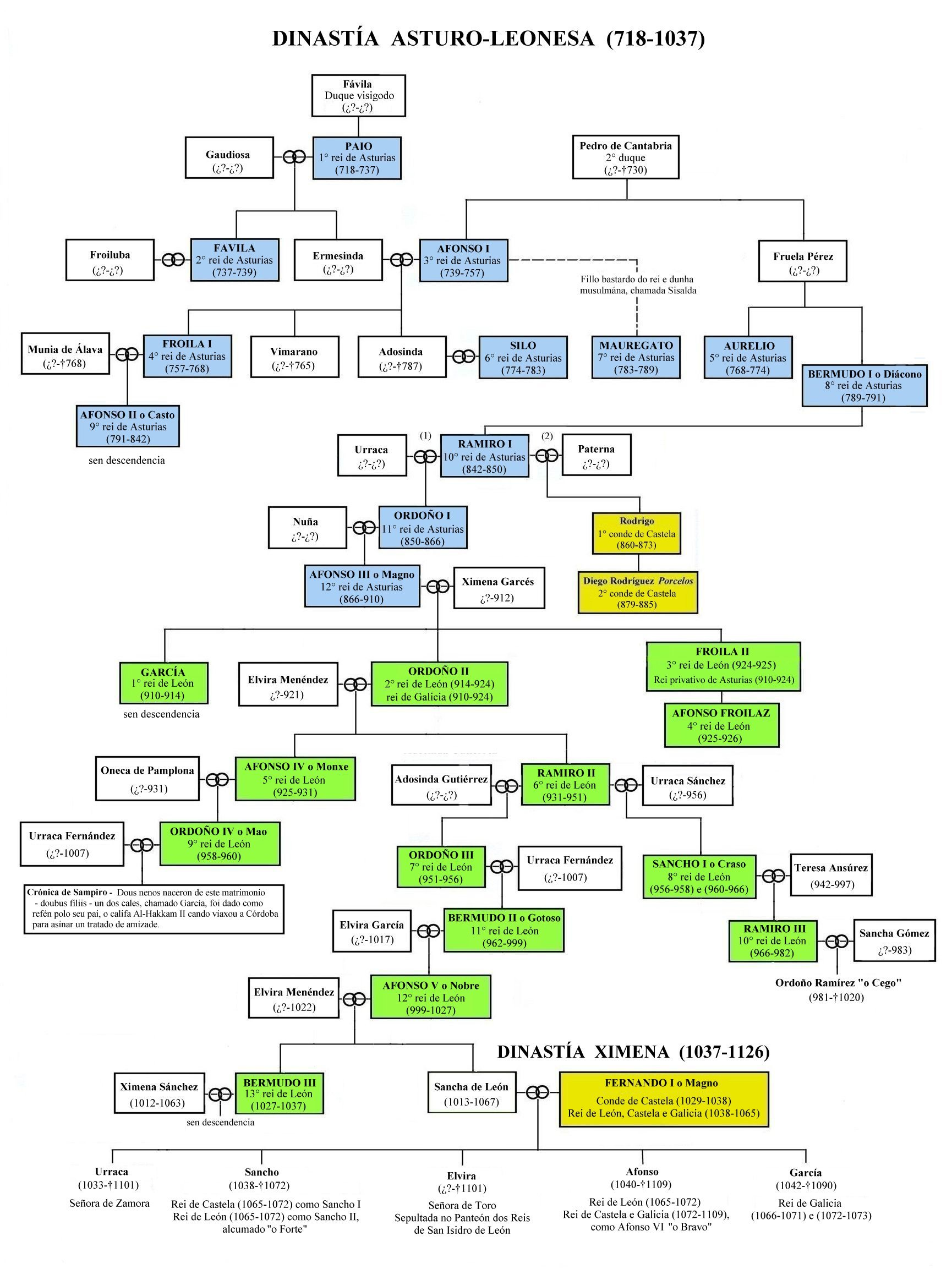
Reis das Astúrias em azul, da dinastia asturo-leonesa.

As fontes escritas relatam muito pouco sobre os reinados de Aurélio, Silo e Bermudo I. De uma forma geral, este período de duração de vinte e três anos (768–791) ficou considerado como uma larga etapa de obscuridade e reorganização do Reino. Esta perspectiva, sustentada por alguns historiadores, que inclusive denominam esta fase como a dos Reis Folgazões, deve-se ao facto de que, aparentemente, nesse período, não tenham ocorrido acções bélicas significativas contra o Alandalus. Não obstante, essas mesmas fontes escritas permitem afirmar que durante esses anos se produziram relevantes e decisivas transformações no que diz respeito às questões internas do Reino. Todas elas prepararam e serviram de base, em todos os aspectos, para o seu posterior desenvolvimento e expansão.
Em primeiro lugar, terá sido nesses anos que se verifica a primeira rebelião interna dos ástures, protagonizada pelo próprio Mauregato, que expulsou do trono Afonso II. Consequentemente, iniciou-se nas Astúrias uma série de rebeliões protagonizadas por grupos aristocráticos em ascensão e por grandes proprietários que, observando o crescente desenvolvimento económico da zona, tratavam de subtrair o poder da família reinante de Pelágio. As importantes rebeliões de Nepociano, Aldroito e Piniolo, durante o posterior reinado de Ramiro I, formam parte deste processo de transformação económico, social, político e cultural do Reino das Astúrias, ocorrido entre os séculos VIII e IX.
Por outro lado, fracassam as sublevações periféricas de Galaicos e Vascões, abortadas pelos reis asturianos. Estas revoltas aproveitaram-se das rebeliões internas da zona central e oriental da região; e, em certas ocasiões, deram o seu contributo a uns ou outros contendentes da aristocracia asturiana: refúgio a Afonso II em terras alavesas, durante a sua fuga; apoio à sublevação de Nepociano em algumas zonas asturianas, ou o alinhamento dos Galaicos na causa de Ramiro I.
Por último, outros dados referem importantes transformações internas do reino asturiano nesse período. São as sublevações dos libertos (serbi, servilis orico e libertini, segundo as Crónicas) ocorridas durante o reinado de Aurélio. As relações de propriedade entre dono e escravo foram-se rompendo pouco a pouco. Este facto, aliado ao progressivo papel do indivíduo e da família restringida em detrimento do papel que a família desempenhava até então, torna-se mais um indício de que uma nova sociedade se formava nas Astúrias no final do século VIII e inícios do século IX.
A Fruela I sucede Aurélio, descendente de Pedro, duque da Cantábria, que instalará a corte em terras do que é actualmente o concelho de San Martín del Rey Aurelio, antigamente pertencente a Langreo, entre os anos 768 e 774. Fruela I morre e sucede-lhe Silo, que translada a corte para Pravia. Silo estava casado com Adosinda, irmã de Afonso I (e, portanto, da linhagem de Pelágio).

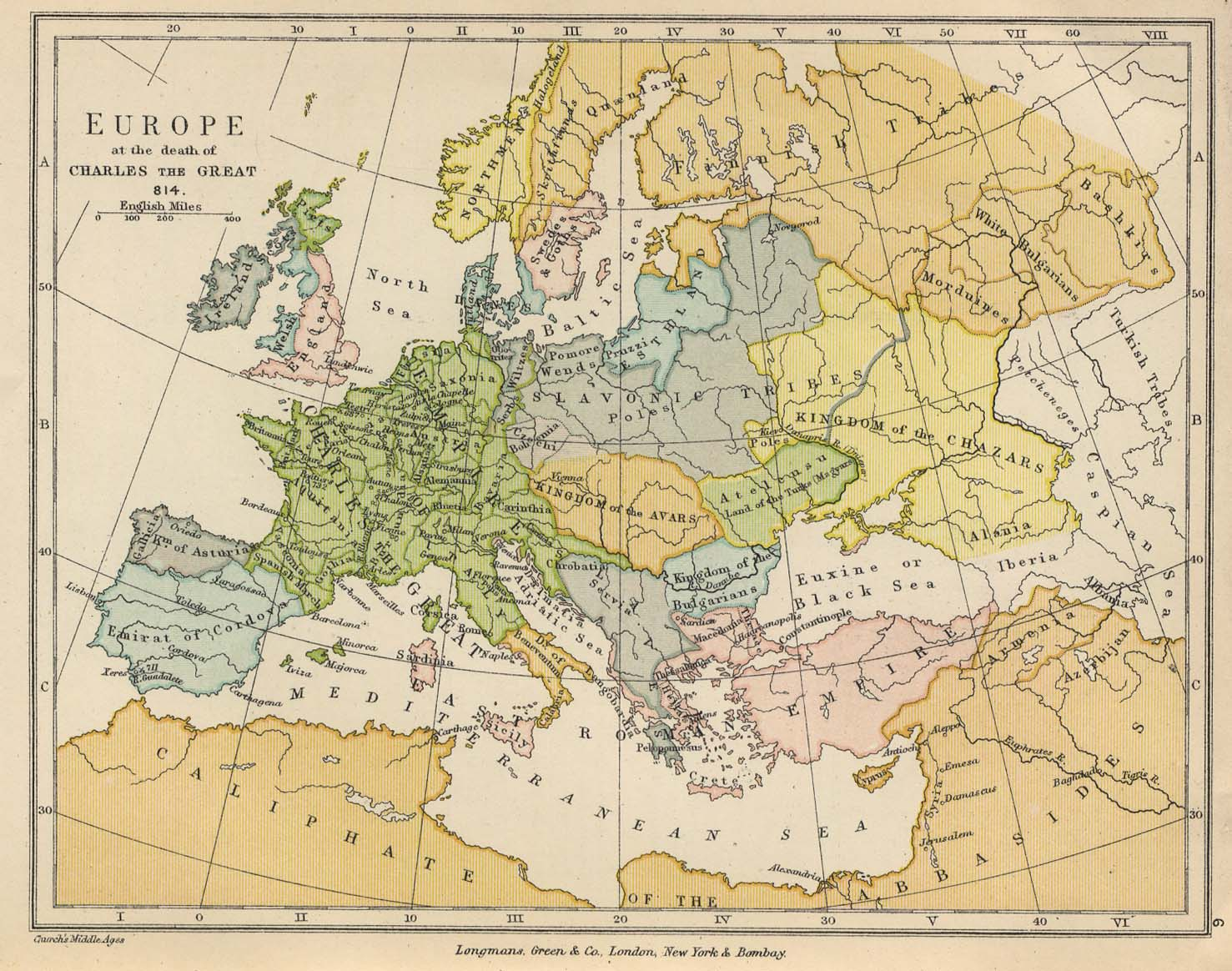
O Reino das Astúrias na Europa, no ano 814

Ao morrer o rei Silo, é eleito Rei o jovem Afonso II (que, mais adiante, em 791, voltaria a recuperar o trono). Mas Mauregato, filho bastardo do rei Afonso I, organiza uma forte oposição e consegue forçar a retirada do novo rei para terras alavesas (a sua mãe, Munia, era basca), usurpando o trono asturiano. Este rei, apesar da má fama que a História lhe adjudica, manteve boas relações com o Beato de Liébana, talvez a figural cultural mais importante do reino, e apoiou-o na sua luta contra o adopcionismo. Diz-nos uma lenda que este rei era filho bastardo de Afonso I e de uma moura, e é-lhe atribuído o tributo das cem donzelas. Sucede-lhe Bermudo I, filho de Aurélio. Tornou-se conhecido como o Diácono, embora provavelmente apenas tenho feito votos menores. Na sequência de uma derrota militar, Bermudo abdica do trono e acaba os seus dias num mosteiro.

### Progresso e expansão
Após a abdicação de Bermudo I, Afonso II, o Casto regressou às Astúrias para se proclamar Rei, terminando o período de relativa paz com os muçulmanos. Durante o seu reinado, realiza expedições de castigo no Sul, chegando mesmo até Lisboa em 798, e em 825 vence também os muçulmanos no rio Nalón. Fixa a capital do Reino em Oviedo e procede ao repovoamento da Galiza e zonas setentrionais de Castela e Leão. Foi um reinado exposto a contínuos ataques dos muçulmanos. Ainda assim, consegue expandir o reino e surge o pré-românico asturiano, dando lugar a obras-primas da arquitectura medieval europeia. Afonso II instaura o culto jacobeu e torna-se a primeira figura do Caminho de Santiago, que vincula as Astúrias com a Europa (especialmente com o reino de Carlos Magno), com quem partilhava um inimigo comum no Sul, de cultura oriental. Afonso II era filho de mãe alavesa, pelo que já se previa a aproximação do reino asturiano aos vizinhos Bascos. Na batalha de Lutos (Llodos em asturiano, ciénegas em castelhano), é infligida uma dura derrota aos árabes e berberes que queria acabar com a crescente ameaça que se tornava o já Reino das Astúrias. Em 808, manda forjar a Cruz dos Anjos. Este rei encarrega o arquitecto Tioda da construção de vários edifícios de carácter régio e religioso para embelezamento de Oviedo, dos quais poucos sobreviveram até aos dias de hoje.

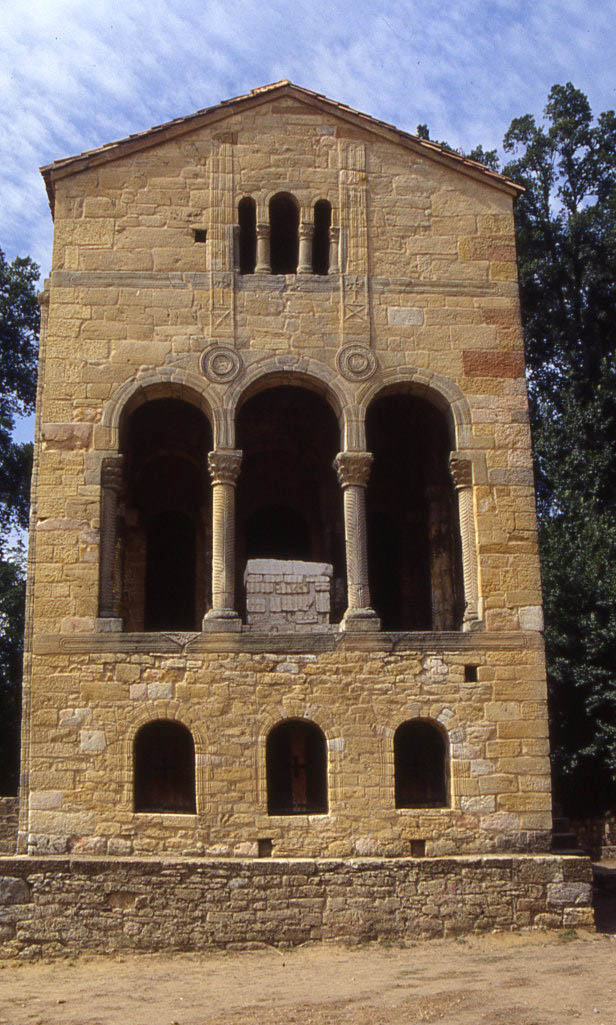
Ermita de Santa Maria do Naranco, obra-prima da arte ramirense

Os reis seguintes, Ramiro I (filho de Bermudo que se proclama Rei no seguimento de uma guerra civil) e Ordonho, vivem num período de guerra contínua contra os muçulmanos. No tempo de Ramiro I, desenvolve-se a arte ramirense, o apogeu pré-românico asturiano. Este rei livra a batalha de Clavijo, na qual, segundo a lenda, o apóstolo Santiago, a monte num cavalo branco, ajuda o exército asturiano contra as tropas islâmicas. No ano 844, surge na costa de Gijón uma frota de Normandos; não se sabe com certeza se aí desembarcaram, mas não se detiveram, já que prosseguiram em direcção ao que as Crónicas referem de Faro de Brigâncio (Corunha), de onde foram expulsos, prosseguindo a incursão a Espanha (as crónicas asturianas chamavam Espanha ao Alandalus).
Ordonho procede ao repovoamento de Astorga, Leão, Tui e Amaya. Estabelece relações próximas com o reino de Navarra, possivelmente ajudando na libertação do rei García Íñiguez, sequestrado pelos Normandos. Ainda no decorrer da anexação do vale do Ebro, estabelece alianças com os Banu Cassi de Saragoça, com quem também combateu em oscilações da aliança. Ordonho também trata de ajudar, sem sucesso, aos moçárabes toledanos em rebelião contra o emir de Córdova. Na sequência da sua morte, sucedeu-lhe o filho, Afonso III.

### Apogeu e final

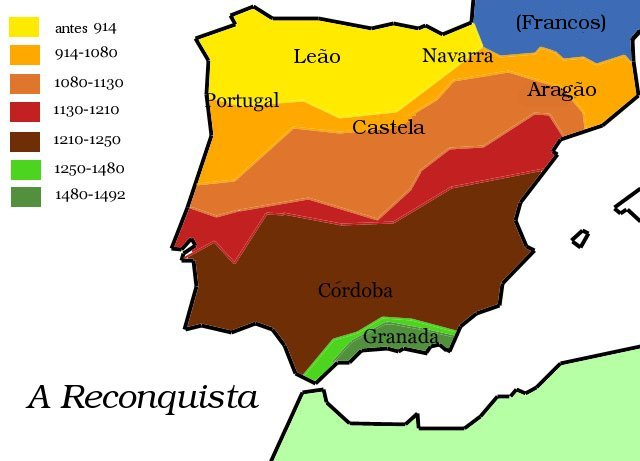
A amarelo, a extensão aproximada dos reinos de Astúrias e Navarra em anos da morte de Afonso III

Afonso III atinge o expoente máximo do poderio do Reino das Astúrias. Estabelece relações muito próximas com o Reino de Navarra, luta e alia-se repetidas vezes com os Banu Cassi de Saragoça e luta ao lado dos moçárabes de Toledo contra o poder emiral.

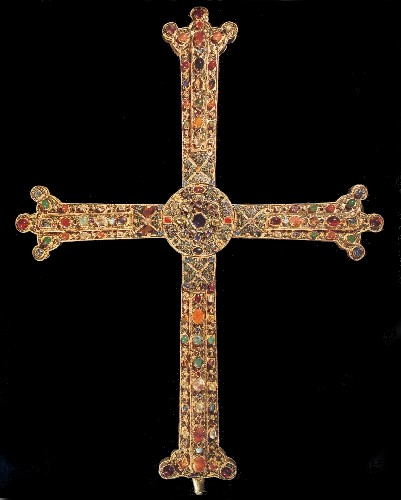
Imagem do verso da Cruz da Vitória

No ano de 908, um século depois de Afonso II fazê-lo com a Cruz dos Anjos, manda forjar a Cruz da Vitória, símbolo de Astúrias desde então. Afonso casa-se com Jimena, nobre navarra, possivelmente filha de Garcia Iñiguez. Com o apoio dos nobres galegos, como Hermenegildo Guterres, conquista o norte do actual Portugal. Também se adentra pelo Douro, conquistando Zamora e Burgos. No momento do apogeu, o reino asturiano ocupava todo o noroeste peninsular, desde o Porto até Álava.
Garcia I, filho de Afonso III, o Grande, depois de lutar contra o seu pai e irmãos, Ordonho II e Fruela II, translada a capital do reino para Leão, criando um novo reino que se fundiria com o asturiano, o Reino de Leão.

## A articulação territorial do Reino das Astúrias

### A zona nuclear do reino: as Astúrias e Liébana
As Astúrias foi a região onde se forjou o primeiro estado cristão da Reconquista. É neste território original que se situam as quatro capitais que o Reino foi tendo sucessivamente (Cangas de Onís, Pravia, San Martín del Rey Aurelio e Oviedo) assim como as principais demonstrações da arte pré-românica asturiana.
A Crónica Rotense, ao mencionar as campanhas de Afonso I, diz-nos que "neste tempo se povoaram as Astúrias, Primorias, Liébana, Trasmiera, Sopuerta, Carranza, Bardulia, que agora se chamam Castela, e a parte marítima da Galiza". Oferece-nos ainda a descrição das diferentes entidades regionais e comarcais existentes no território cantábrico.
Em princípio, e como se pode deduzir pelo testamento de Afonso II (ano 842), o reino original de Pelágio estendia-se entre os rios Eo e Miera, cujos territórios mais tarde se conheceram pelos nomes de Astúrias de Oviedo e Astúrias de Santillana. No entanto, os sucessores de Pelágio foram progressivamente estendendo os seus domínios, anexando territórios como Trasmiera ou El Bierzo que, não obstante, conservaram a sua autonomia sob a forma de ducados ou condados registos por comtes vinculados à aristocracia local, como Rodrigo de Castela ou Gatón de Bierzo.
A este do rio Miera situavam-se as comarcas de Trasmiera, Sopuerta e Carranza. Estes dois últimos territórios foram anexados a Biscaia (1285 e posteriormente ao País Basco (1979), embora ainda hoje conservem boa parte da sua cultura montanhesa original: O dialecto tradicional de Encartaciones apresenta rasgos asturoleoneses e a sua mitologia inclui referências a criaturas como Ojáncano ou o Trenti que tão familiares são no folclore de La Montaña da Cantábria.

### O Deserto do Douro, a cidade de Leão e o antigo Ducado Asturiense
Após a conquista islâmica de Hispânia, o território da sub-Meseta norte viveu um processo de despovoamento,  acentuado entretanto pela rebelião berbere dos anos 740 e 741 e pela seca que afectou essa área durante as décadas centrais do século VIII, trazendo como resultado a desertificação da bacia do Douro, agora transformado em terra de ninguém habitada por pequenas comunidades de pastores e agricultores organizados ao nível de aldeias, ao redor de um senhor ou mosteiro local.
Na historiografia espanhola discute-se em torno da natureza e intensidade do despovoamento do Vale do Douro. Alguns autores, como Sánchez Albornoz, afirmam que esta terá sido total e, mais do que isso, foi potenciada pelos próprios reis asturianos para desta forma isolar-se estrategicamente do Emirado de Córdova e dificultar a entrada das razias muçulmanas nas Astúrias. Outros autores, como Abilio Barbero e Marcelo Vigil, consideram que, mais do que um despovoamento, o que ocorreu foi uma desorganização política e económica do território que, longe de ter começado no século VIII, trazia raízes já da crise latifundiária tardo-romano e do sistema escravagista. Além disso, etnólogos como Julio Caro Baroja chamam a atenção sobre o facto de existirem grandes diferenças entre as culturas cantábricas (galega, asturiana) e as da Meseta (como a castelhana).
A zona ocidental da sub-Meseta Norte, a que corresponde aos vales do Elsa, Órbigo e Sil, esteve em tempos pré-romanos povoada por tribos de língua céltica, como os ástures ou os vacceos. Com a conquista romana, estes territórios foram incorporados no Convento Asturicense que, após a divisão provincial de Caracala, foi anexado à província da Galécia. No período visigodo, a área passou a formar parte do Ducado das Astúrias (ou Ducado Asturicense), cujas principais cidades eram Astorga (Astúrica Augusta, capital dos ástures cismontanos) e Leão (Castra Legionis, sede da VII Gemina, fundada pelos romanos na sequência das Guerras Cantábricas[carece de fontes?]).
Desde a segunda metade do século VIII, estas regiões passaram a ser progressivamente absorvidas pelo Reino das Astúrias. No entanto, este processo realizou-se de diferentes maneiras, dependendo do território. Assim, por um lado, parece que as regiões da montanha leonesa, Bierzo e Maragatería nunca chegaram a despovoar-se de todo, conservando toda a sua personalidade étnica: deste modo, é muito provável que os territórios de Valdeón, Laciana e Babia tenham pertencido à monarquia asturiana desde os tempos de Pelágio. Mesmo assim, constata-se a existência de um condado de Bierzo desde os tempos do rei Afonso II, e é muito provável que seja bastante anterior ao seu reinado. Por outro lado, os estudos etnográficos realizados sobre o povo maragato revelam uma possível origem asturiana, expressada de maneira poética pelo folclorista asturiano Constantino Cabal. Em todas estas comarcas foram preservadas modalidades linguísticas asturoleonesas e rasgos culturais muito próximos aos asturianos. Em oposição, a colonização do Paul leonês, Coyanza e Tierra de Campos, teve uma forte componente moçárabe: por todas estas comarcas abundam formas toponímicas correspondentes a tal língua, nas que predominam os sufixos "-el" e "-iel", ao invés do asturoleonês "-iellu". Ainda hoje é possível discernir o contraste cultural entre estas duas áreas da província de Leão.
De qualquer forma, certo é que a cidade de Leão (León) se converteu no principal bastião asturiano da Meseta Central, chegando, após a morte do rei Afonso III, a assumir a capitalidade do Reino, que passou a denominar-se Reino de Leão. Outro marco no avanço asturiano em direcção ao Sul foi a fortificação e repovoamento de Zamora, verdadeira guardiã do rio Douro e que, pela sua importância, chegou a ser classificada por alguns historiadores árabes como a capital dos Galegos (da Galécia). A expansão leonesa articular-se-ia durante os séculos seguintes em torno da antiga calçada romana que unia Astúrica Augusta com Emerita Augusta, que daria lugar mais tarde à Via da Prata.

### As marcas ocidentais: Galiza e o Condado Portucalense
O vínculo entre o Norte da Galiza e as Astúrias constata-se já no Paroquial Suévico, documento do século VI onde se fala da sede episcopal de Britônia, que se estendia pelos territórios da província de Lugo e Astúrias.
No decorrer da conquista muçulmana da Hispânia, os muçulmanos conquistaram Tui, e aí estabeleceram um senhorio com base no baixo vale do Rio Minho. A rebelião berbere dos anos 740 e 741 traria, como consequência, o abandono por parte das guarnições berberes de todas as suas posições ao norte da Serra de Gredos. Deste modo, o Sul da Galiza tornava-se livre do domínio muçulmano, embora sofrendo um processo de despovoamento semelhante ao do Vale do Douro que levou ao abandono de todo o tipo de vida urbana.
Por outro lado, o Norte da Galiza foi incorporado ao florescente reino asturiano pelo rei Afonso I, que instalou o bispo Odoário na cidade de Lugo. A débil posição asturiana foi entretanto consolidada pelo seu sucessor, Fruela I, que dominou uma insurreição dos galegos e derrotou em Pontuvia uma expedição de castigo enviada pelo emir de Córdova Abderramão I. Décadas depois, outra insurreição dos galegos foi derrotada pelo rei Silo na batalha de Montecubeiro, próximo a Castroverde.
De qualquer forma, a descoberta do sepulcro do apóstolo Santiago, durante o reinado de Afonso II, e o subsequente surgimento dos Caminhos que herdaram o seu nome, asseguraram a integração espiritual da Galiza no Reino das Astúrias e posteriormente nos de Leão e Castela.
A expansão em direcção ao Sul foi iniciada por Ordonho I, que repovoou Rui. Em décadas posteriores, Vímara Peres, vassalo de Afonso III, chegou até Porto (tomado em 868), assentando as bases do Condado Portucalense, que mais tarde daria lugar ao Reino de Portugal.

### A fronteira oriental: Ducado da Cantábria, Castela e o alto vale do Ebro
Nos finais do século VIII, as zonas mais orientais da Sub-Meseta Norte estavam povoadas por pequenas comunidades rurais de diversas origens étnicas. O povo indígena era descendente das diferentes tribos que habitavam na região nos tempos pré-romanos, como os Várdulos, Váceos, os Turmogos e os Celtiberos, e dedicava-se fundamentalmente ao pastoreio. A estes povos juntou-se uma onda migratória procedente da área cântabro-pirenaica, integrada sobretudo por clãs pertencentes a dois povos diferentes: os Cântabros e os Vascões.
A expansão que decorreu mais cedo terá sido a dos Cântabros. A Cantábria descrita pelos geógrafos romanos estendia-se quase exclusivamente pelos territórios da Cordilheira, embora já a partir do século II, provavelmente fruto da sedentarização deste povo, começa a sua expansão para as terras da Meseta, testemunhada arqueologicamente pela infinidade de lápides vadinienses que registam um movimento migratório intenso dos habitantes da zona dos Picos de Europa em direcção à zona de Cisterna (Leão). Contudo, a colonização mais intensa foi levada a cabo no vale médio-alto do rio Ebro, nas actuais províncias de Burgos e La Rioja.
Deste modo, da leitura da obra de Crónica do Biclarense (século VI), onde se descrevem as campanhas do rei visigodo em terras cantábricas, deduz-se que a Cantábria visigoda não coincidia com a descrita pelos geógrafos romanos, mas que se estendia por terras de La Rioja e Riberra Navarra. É descrita como uma região anexa ao território dos vascões, e cuja capital era uma urbe baptizada com o mesmo nome, a Cidade da Cantábria, a um quilómetro a norte da actual cidade de Logronho e cujas ruínas ainda hoje são visíveis. A dita cidade recebeu admoestações de São Millán, que exortou os seus habitantes à conversão, sob ameaça de serem destruídos pelas forças do Mal. Advertência esta que terá sido ignorada pelos locais, que no ano seguinte veriam os seus lugares destruídos pelas tropas do rei ariano Leovigildo. Mais tarde, este lugar tornou-se sede do Ducado da Cantábria, criado por Ervígio nos finais do século VI, com o objectivo de pacificar os Cântabros e conter a expansão basca. Conhece-se o nome de um dos seus duques, Pedro, que foi pai do rei asturiano Afonso I e também algumas das suas instituições — a Vida de São Milão, escrita por São Bráulio, cita a existência de um Senado da Cantábria que teria sede na cidade homónima.
Todavia, no século XI, o bispo de Astorga Sampiro chama Sancho III, o Maior de Pamplona Rex Cantabriensis e, já no reinado de Garcia IV, um nobre navarro, Fortún Ochoiz, recebe o título de senhor de Cameros, senhor da Val de Arnero e senhor da Cantábria.
A expansão basca teve lugar nos princípios da Reconquista. A toponímia demonstra que a língua euskara foi falada em boa parte de La Rioja e de Burgos e em Glosas Emilianenses conservam-se algumas frases em basco que foram anotadas provavelmente por monges falantes nativos desta língua. Assim, a língua castelhana herdou da basca o seu sistema fonológico e boa parte da sua antroponímia (Garcia, Sancho, Jimeno) e inclusivamente no poema do Mio Cid e nas obras de Gonzalo de Berceo algumas das suas personagens empregam expressões bascas.
De qualquer forma, a zona começou a ser alcançada pelos reis das Astúrias a partir de Ordonho I e Afonso III que, com a ajuda dos seus vassalos Rodrigo e Diogo Rodrigues Porcelos repovoaram a Peña de Amaya e fundaram a cidade de Burgos.

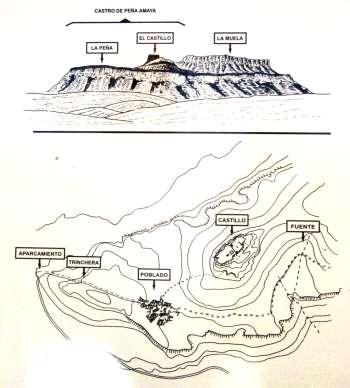
Plano arqueológico de Peña Amaya. O povoado e o castelo são de origem medieval, e neles passou provavelmente muitas temporadas Rodrigo de Castela, o primeiro conde de Castela

Os primeiros avanços significativos a partir da Cordilheira Cantábrica em direcção à Meseta foram protagonizados pelos Foramontanos, nome com o qual se designam os colonos que abandonavam os territórios montanhosos do Norte e se dirigiam em direcção ao Sul: umas vezes a colonização dava-se por iniciativa da pequena nobreza e mosteiros e, noutras ocasiões, deviam-se a migrações de amplos grupos de parentesco, num movimento não muito diferente ao que os Vadinienses realizaram nos primeiros séculos da nossa era. Durante o reinado de Afonso II, foram ocupadas a região de Campoo, o território das fontes do Ebro, bem como as zonas mais setentrionais da bacia do Douro. Este era um território difícil de colonizar, dado que o flanco oriental do reino era distintamente mais desprotegido: as razias em direcção à Galiza e Leão teriam que atravessar o Deserto do Douro, um lugar pouco propício para o aprovisionamento das tropas, e, por isso, as suas bases situavam-se em Toledo, Coria Talamanca e Coimbra, povoações que distavam de mais de 400 quilómetros dos seus objectivos. Contudo, a zona de La Rioja, relativamente povoada, encontrava-se no poder de uma poderosa família de senhores locais, os Banu Cassi, e era atravessada por uma estrada romana que passava por Amaya e chegava até Astorga. Esta mesma estrada já teria sido utilizada por Leovigildo durante as suas campanhas contra os Cântabros no ano 574 e por Muza, durante a sua extensa operação de conquista levada a cabo nos anos 712-714.
O rei Ramiro I realizou uma tentativa de colonização e fortificação da cidade de Leão, embora frustrada por uma razia muçulmana. No entanto, o seu sucessor, Ordonho, aproveitou o crescente poderio militar asturiano, bem como os problemas internos do Emirado, para estabelecer e fortificar praças estratégicas na bacia do Douro. Rodrigo, primeiro Conde de Castela (instituído por Ordonho I) repovoou Peña de Amaya, assegurando a presença asturiana na margem direita do rio Ebro.
O seu sucessor, Diogo Rodrigues Porcelos, procedeu, já em tempos de Afonso III, a uma política ainda mais expansiva: fixa a fronteira oriental do condado no rio Arlanzón e Montes de Oca. Funda Burgos e arrebata os muçulmanos de algumas fortalezas fronteiriças, como Pancorbo, que serviam de base para as razias com que os emires de Córdova assolavam estas comarcas. Para proteger a fronteira oriental do Reino das Astúrias, tiveram que construir-se uma panóplia de castelos, daí advindo o nome da região: Castela.
Nas décadas seguintes à morte de Diogo Porcelos, outros nobres como Vela Jiménez, conde de Álava, ou Munio Nunes, conde de Castela, prosseguiram no avanço asturiano em direcção ao Sul, alcançando o vale do Douro nos princípios do século X. Procedeu-se à ocupação da cidade de Osma e à penetração na região de Sepúlveda. Todas estas terras, pertencentes ao vale alto do rio Douro, estiveram habitadas pelos Celtiberos e pelos Arévacos, e nelas se enclavavam povoações de renome, como Numância (destruída pelas tropas de Cipião), e Uxama (Osma), que, segundo todos os indícios, permaneceu povoada ainda depois da conquista islâmica. A carta de Beato a Etério, bispo de Osma, demonstra que, nos finais do século VIII, esta cidade conservava inclusivamente a sua sede episcopal. O filólogo espanhol Rafael Lapesa expõe na sua obra «As línguas circumvizinhas do castelhano» a sua tese de que o castelhano falado em Soria, bem como o da zona de Montes de Oca, teria um substrato moçárabe, o que parecia dar argumentos aos que afirmam que houve continuidade demográfica e cultural em determinadas zonas da bacia do Douro.

### Os territórios dos vascões
Nos princípios da era cristã, os territórios da depressão basca estavam povoados fundamentalmente por três povos distintos: os Várdulos, os Caristios e os Autrígones. Alguns autores, como o linguista Koldo Mitxelena, consideram que estes povos falariam uma língua antepassada do basco actual.
Por outro lado, outros historiadores e filólogos, como Claudio Sánchez Albornoz ou Jürgen Untermann, consideram que a depressão basca (os antigos saltus e ager vasconum) foi colonizada tardiamente nos séculos V e VI pelas gentes procedentes da Aquitânia. Neste sentido, destaca-se o facto de que tanto o ager como o saltus vasconum estavam profundamente romanizados, e que se preservou até aos dias de hoje toponímia indoeuropeia não basca (Deva, Durango), nas actuais províncias bascas. A já citada expansão do euskera medieval, bem como a inexistência de epigrafia protobasca fora do território aquitano, pareceriam ser argumentos de peso nesse sentido (como dado curioso, no único sítio onde se cunhavam moedas na Navarra, em Barscunes, observa-se que a moeda fora cunhada em língua ibérica). Se certo é que no sítio arqueológico de Iruña-Veleia se encontraram inscrições em língua basca, observa-se porém que estas são relativamente tardias, dos séculos III a V e, segundo alguns autores, não invalidariam a tese da basconização tardia da depressão basca, mas apenas a adiantariam por dois ou três séculos.

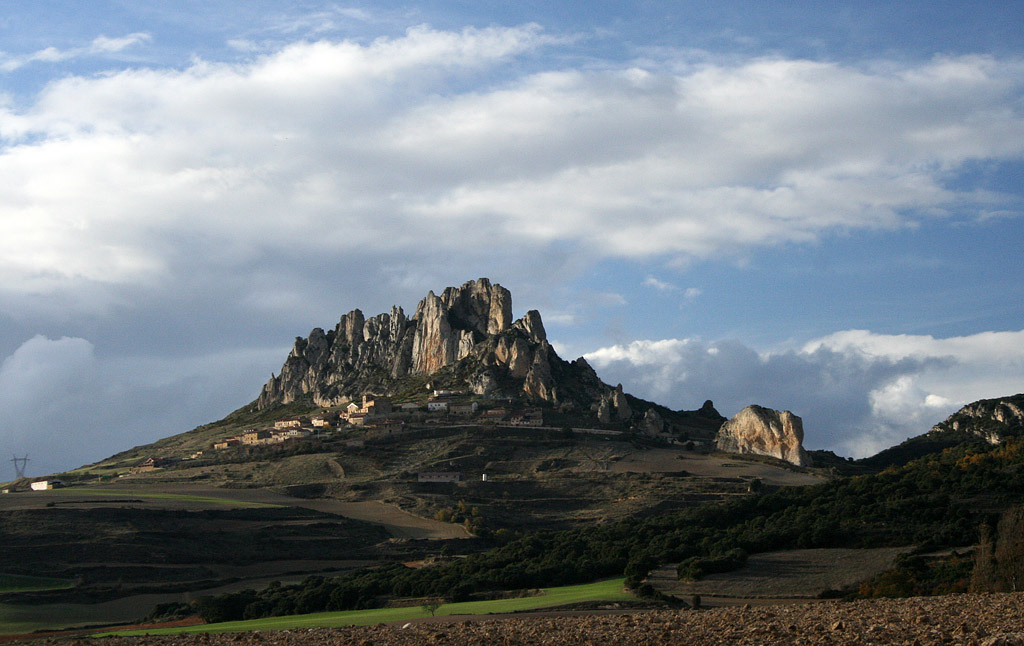
Vista de Cellorigo, onde se encontrava a fortaleza inexpugnável do conde de Álava, Vela Jiménez

De qualquer forma, verifica-se que a língua basca nunca se estendeu para lá do rio Nervión, na época da Monarquia Asturiana. Nesses tempos, os vascões dos territórios mais ocidentais ficaram na órbita asturiana durante os reinados dos reis Afonso I e Fruela. O segundo casou com uma alavessa, Munia, que lhe daria um filho, o futuro rei Afonso II. Durante o reinado de Mauregato, o jovem príncipe Afonso foi forçado a refugiar-se, com os seus parentes maternos, na zona de Álava, até que por fim, após a morte de Bermudo I, pôde ascender definitivamente ao trono asturiano. A constituição do Condado de Álava remonta à rebelião do conde Eglyón contra o rei Afonso III. Depois de sufocar a rebelião, o monarca nomeou um nobre leal à sua causa, Vela Jiménez, como Conde de Álava. Este empreendedor revelou-se de importância fundamental para a repovoação e fortificação de Castela, especialmente na defesa de Cellorigo, no ano 882, contra as tropas de Almondir I de Córdova. O Condado de Álava estendia-se por todos os territórios da província homónima, com excepção da Tierra de Ayala, que só seria integrada no território no século XV, e muito provavelmente do vale de Aramayona. Por outro lado, incluía os territórios fronteiriços das actuais províncias de Burgos e La Rioja. Este condado subsistiu como entidade independente até à morte de Álvaro Herrameliz, após a qual Álava passou a formar parte dos domínios do conde Fernão Gonçalves.
O cronista biscaio Lope García de Salazar situa-nos, nas suas obras "Crónicas de Vizcaya" (do ano 1454) e "Bienandanzas e fortunas" (1471), o nascimento do senhorio de Biscaia nesta época. Aí se menciona a existência de um herói fundador, Jaun Zuría, de tez branca e cabelos ruivos, que criou o senhorio na sequência da sua vitória sobre as tropas asturianas na lendária batalha de Arrigorriaga (ano 840). No entanto, a falta de documentação a este respeito deixa todas as questões em terreno especulativo: aquilo que constatam as crónicas contemporâneas é apenas que Afonso III foi bem sucedido frente a uma rebelião de vascões.

## Cultura e sociedade
O reino tinha uma economia de subsistência puramente agrícola e pecuária, eminentemente rural, com Oviedo como único núcleo urbano na actual Astúrias. No entanto, havia uma série de cidades importantes nas outras partes do reino, como Braga, Lugo, Astorga, Leão, e Zamora. A sociedade, num primeiro momento do tipo igualitário, foi-se feudalizando progressivamente, sobretudo com a chegada de gentes moçárabes de cultura visigoda. Paradoxalmente, este povo foi cristianizando o reino, que inicialmente assentava numa zona de diversos elementos pagãos (a igreja de Santa Cruz, em Cangas de Onís, primeiro vestígio arquitectónico, está construída sobre um dólmen).
Embora se considere tradicionalmente que a actividade cultural tenha sido muito escassa, os trabalhos de Beato, o acróstico dedicado a Silo, as construções pré-românicas, etc., impelem a que este ponto de vista se esteja alterando.
A organização territorial estava ligada a comtes, que estavam ao mando das partes mais afastadas, estando o núcleo inicial astur sob mandato directo do rei. A estrutura da corte, o ofício palatino, era muito mais simples que o dos visigodos.

## Arte asturiana
O pré-românico asturiano é uma arte englobada dentro do pré-românico e que se localiza na Península Ibérica adjacente ao Mar Cantábrico, livre da ocupação muçulmana no final do século VIII (depois da derrota de Guadalete e posterior invasão sarracena e até começos do século X, em que é absorvida pela arte românica vinda de França.

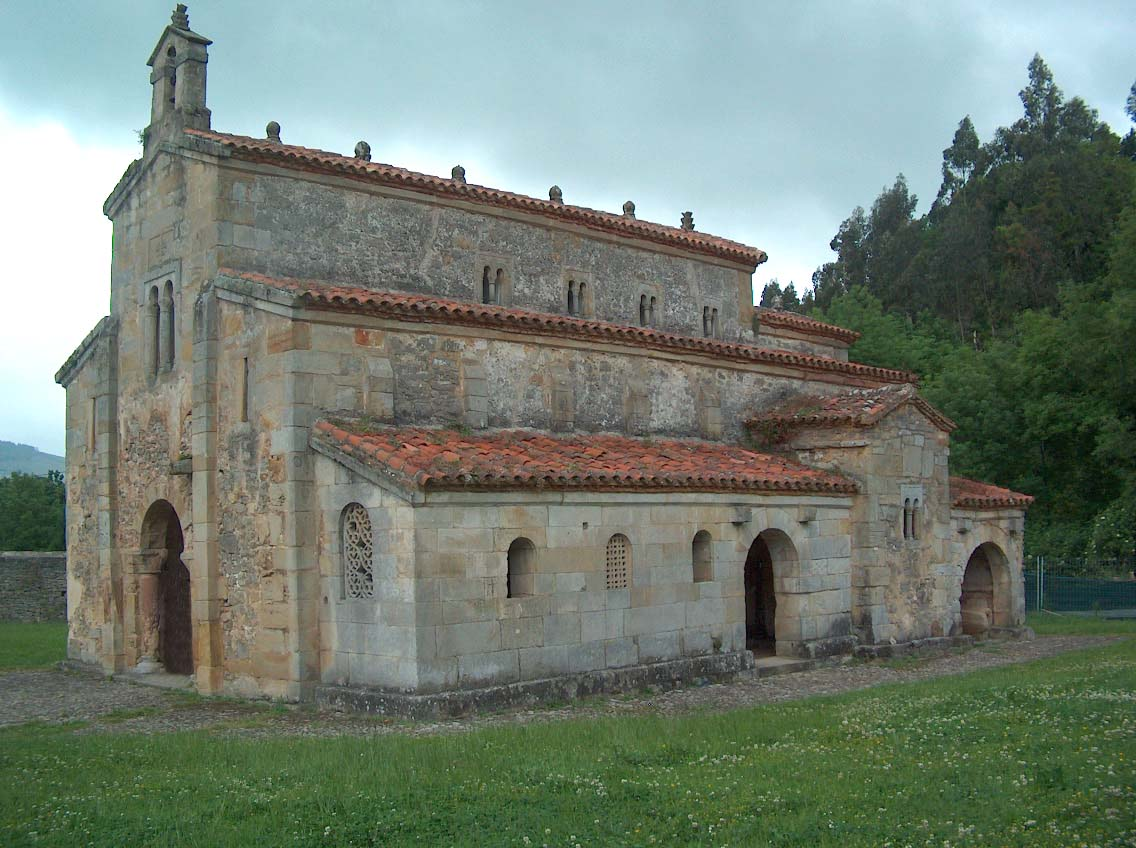
Imagem de San Salvador de Valdediós.
A natureza frondosa e a distância do mundo dos homens faziam dos vales asturianos um lugar ideal para o recolhimento, a oração, e o encontro com o divino. A proliferação de topónimos como Valdediós ou Ribera Sacra faz referência àqueles tempos em que comarcas inteiras foram colonizadas por mosteiros

Os monumentos de arte pré-românica nas Astúrias são expoentes da pequena civilização que se ia forjando na região cantábrica. Neste sentido, a arte asturiana é, junto com a catalã, uma das principais referências do pré-românico na Espanha; se bem que, nesta última, as influências lombardas são evidentes, na arte pré-românica asturiana faz-se sentir, sobretudo, a influência carolíngia.
No entanto, apesar de que, tradicionalmente, se fossem acentuando os vínculos entre o estilo asturiano e o visigótico, alguns autores não deixam de salientar o facto de que provavelmente boa parte das suas características derivem da arte romana e paleocristã dos quais existem alguns expoentes em território asturiano. Também há certas influências autóctones, puramente ástures e, neste sentido, nalguns monumentos pré-românicos, como San Miguel de Lillo, podem observar-se medalhões onde surgem gravados motivos pagãos como a hexapétala ou  a espiral solar, que ainda hoje se empregam para decorar os espigueiros asturianos.
A arte pré-românica asturiana pode estruturar-se no seguintes períodos:
- Pré-ramirense (meados do século VIII-842), no qual se inserem tanto as igrejas construídas pelo rei Silo em Pravia como os monumentos construídos por Afonso II ao redor da sua corte em Oviedo, entre os que se destacavam a catedral pré-românica de San Salvador — entretanto substituída pela actual gótica (construída no século XIV) —, o Palácio Real, que se foi deteriorando e do qual apenas se conservam a capela palatina (actual Câmara Santa) e algumas arcadas que hoje em dia se encontram integradas na Igreja de Santo Tirso;
- Ramirense, que recebe o seu nome do rei Ramiro I, sob cujo reinado se construíram os principais monumentos pertencentes à arte asturiana, como Santa María del Naranco e San Miguel de Lillo;
- Pós-ramirense, que abarca todas as construções realizadas durante os reinados de Ordonho II e Afonso III, o Grande, como San Salvador de Valedediós.

Em conjunto com todas estas obras arquitectónicas, desenvolveram-se no Reino das Astúrias a ourivesaria refinada, cujos expoentes mais conhecidos são a Cruz dos Anjos, a Cruz da Vitória e a Caixa das Ágatas.

## Religiosidade e espiritualidade no Reino das Astúrias

### Restos do paganismo celta e megalítico
| “ | A Xana galante e formosa coroada de pérolas de orvalho, vestida de galas de Maio e calçada de pétalas de rosa | ” |

| “ | Cheguei à tua há terra dois mil anos pois antes passeava-me por cima das estrelas e ao encontrar-me numa ilha de estranhos alguém se decidiu a seguir-me as pegadas. | ” |

Embora os primeiros testemunhos cristãos nas Astúrias datem do século V, a verdadeira progressão do cristianismo na região apenas teve lugar a partir de meados do século VI, quando toda uma série de monges, como Toríbio de Liébana e outros monges pertencentes à Ordem de São Frutuoso de Braga, se foram assentando em territórios da cordilheira cantábrica, iniciando a predicação da doutrina cristã entre os locais.
A cristianização das Astúrias avançou de maneira muito lenta, podendo-se mesmo afirmar que jamais se impôs sobre as antigas divindades. Tal como sucedeu em muitos outros lugares (embora aí, talvez, em maior medida), estas perduraram nas crenças populares, coexistindo sincreticamente com a nova religião. É neste contexto que São Martinho de Braga repreendia, na sua obra De correctione rusticorum, os camponeses da Galécia pelo seu apego aos cultos pagãos:

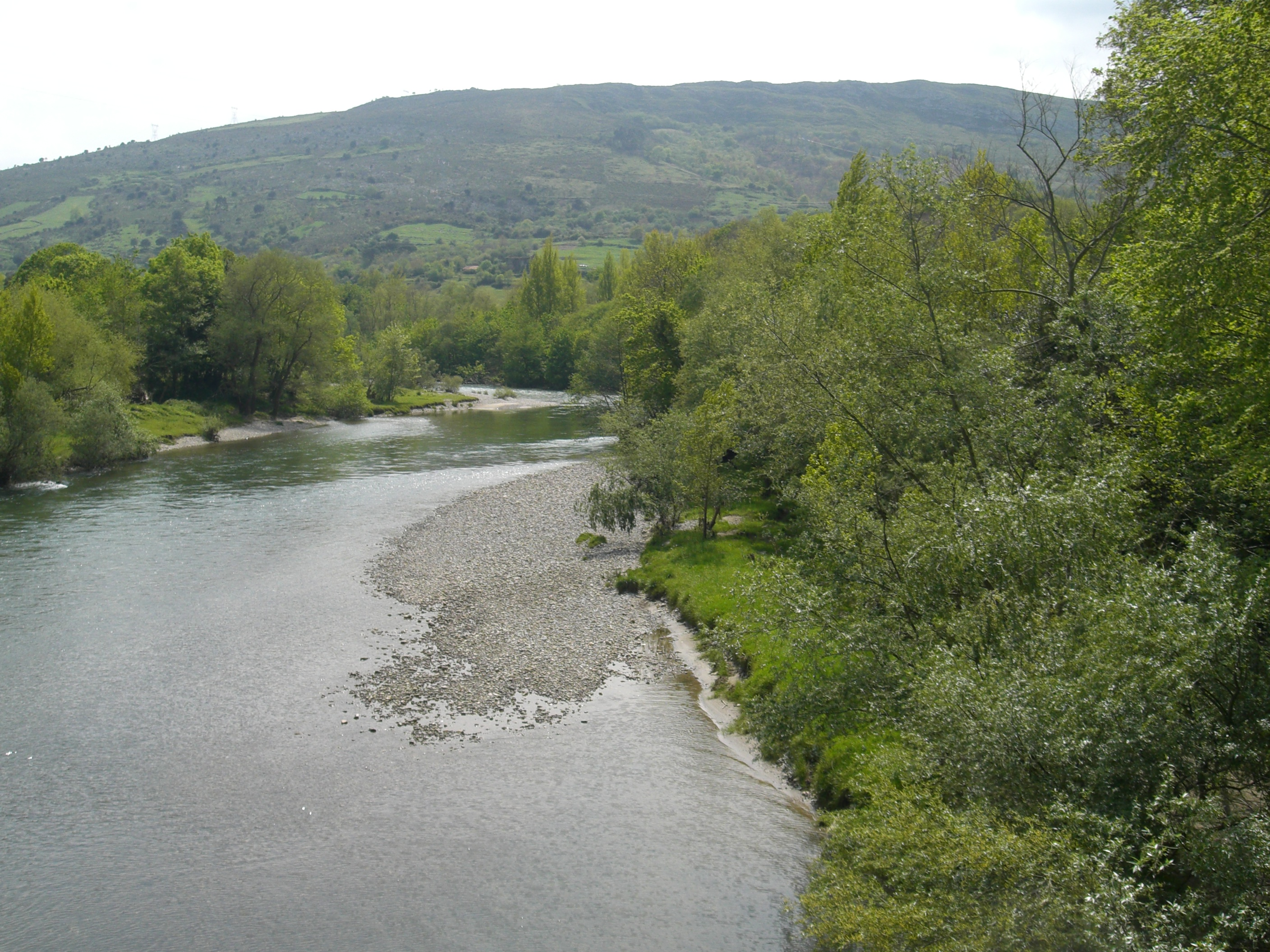
O Rio Deva, que no seu auge esteve consagrado à deusa pagã homónima

«Muitos demónios dos [NT: que foram] expulsos do céu presidem no mar, nos rios, nas fontes ou nas selvas e se fazem adorar pelos ignorantes como deuses. A eles fazem sacrifícios: no mar invocam Neptuno; nos rios, as Lâmia; nas fontes, as Ninfa; nas selvas, as Diana.».
O folclorista asturiano Constantino Cabal foi quem defendeu pela primeira vez a existência de parentesco etimológico - hoje já geralmente aceite pelos filólogos - entre o vocábulo latino diana, que surge nos textos de São Martinho de Braga, e o asturiano xana, que designa a conhecida criatura da mitologia asturiana, o que poderia indicar a existência de alguma continuidade entre a antiga religião asturiana e as crenças míticas presentes na actualidade nas zonas rurais das Astúrias. Não será por acaso que a ribeira que brota do santuário de Covadonga ainda hoje é conhecida pelo nome da antiga deusa celta Deva, a cujo culto estava consagrado o lugar antes da sua cristianização. Segundo outros autores, deva é uma palavra celta e indoeuropeia que significa simplesmente deusa, pelo que seria possível que as referências a este nome incluíssem outras e distintas divindades femininas como Navia ou Briga. De qualquer forma, Deva era uma evocação que, segundo a opinião de historiadores de renome, etnólogos e filólogos, gozava de grande estatuto na época pré-cristã, tal como o testemunham topónimos como La Isla de Deva (em Castrillón) ou o poço de Güeyu la Deva (Gijón). Diz-se ainda hoje que, da primeira, vêm as raparigas que nascem no território do concelho citado. De Güeyu la Deva, que o vermelho das suas águas se deve ao sangue dos mouros derrotados na batalha de Covadonga.
No vale médio do rio Sella, na zona onde se encontra Cangas de Onís, existia uma área dolménica datada da época megalítica, provavelmente do período 4 000-2 000 a.C.. Aí, particularmente no dólmen de Santa Cruz, se realizavam os rituais funerários dos chefes tribais da comarca. Esta prática resistiu às conquistas romana e visigótica, e estava de tal forma enraizada que, ainda no século VIII, o rei Fávila aí terá sido enterrado, no mesmo local onde repousavam os restos de caudilhos ancestrais. Ainda que a cristianização da região tenha sido patrocinada pela monarquia asturiana (através da edificação de uma igreja), certo é que ainda hoje existem lendas pagãs que afirmam que o dólmen de Santa Cruz é habitado por xanas e que a terra que se extrai do seu solo tem propriedades curativas.

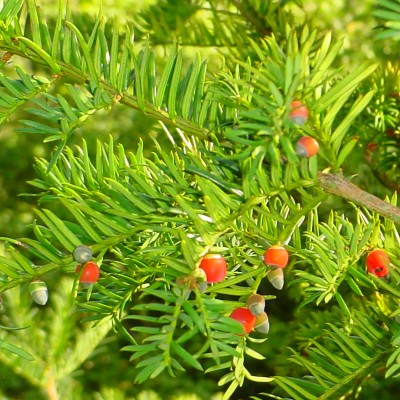
O Taxus representa o vínculo dos asturianos pagãos com a Terra, os antepassados e a religião antiga

Segundo a lápide encontrada no túmulo de Fávila, o funeral do rei foi oficiado por Asterio, qualificado de vate, palavra latina que significa "adivinho, profeta", com cognatos nas línguas célticas, como o gaélico irlandês oaith, que designava os bardos que realizavam profecias e adivinhações (por exemplo, o mago Suibhne, equivalente irlandês de Merlin). Esta terminologia contrasta com a que encontramos nos textos cristãos mais comuns, onde é hábito encontrar referências a sacerdotes como presbyterus (do grego Πρεσβυτερος, "irmão maior"). Neste contexto, não será demais recordar que a cristianização das Astúrias não foi necessariamente levada a cabo por vias ortodoxas: o Paroquial Suévico atribuía a sede dos Bretões às paróquias existentes no território asturiano, pelo que é provável que as primitivas formas de cristianismo típico nas Astúrias não divergissem muito das existentes nas igrejas celtas das ilhas britânicas, entre elas a tonsura dos seus monges que, pelas suas reminiscências pagãs, foi condenada pelo IV Concílio de Toledo. Hoje em dia, ainda restam na Galiza numerosas lendas relativas a religiosos que viajaram por mar em direcção às costas do Paraíso, como por exemplo Santo Amaro, Trezenzonio ou Ero de Armenteira: lendas que estabelecem grande paralelismo com as histórias de São Brandão, o Navegante, São Maclóvio de Gales ou os imramma irlandeses. Por outro lado, o certo é que o paganismo influenciou inclusivamente as práticas da Igreja Católica nas Astúrias: não era pouco frequente que os sacerdotes participassem nos conjuros para impedir a chegada de Nuberu a uma determinada paróquia, e na figura dos freiros se conservam os últimos vestígios da poesia mitológica nas Astúrias tradicional.
O processo de cristianização foi fomentado pelos reis de Astúrias que, opostamente aos monarcas da Inglaterra pagã (como Penda de Mércia), à Irlanda gaélica (Conn, o das Cem Batalhas) ou aos Saxões do século VIII (o duque Witikindo), não cimentaram o seu poder sobre as tradições religiosas indígenas, mas sim tomando os seus mitos fundacionais a partir dos textos das Sagradas Escrituras cristãs (particularmente do Apocalipse, e dos livros proféticos de Ezequiel e Daniel) e dos textos dos Padres da Igreja, como veremos na secção seguinte.

### Religiosidade cristã: Milenarismo e culto jacobeu
| “ | E haverá sinais no sol, na lua e nas estrelas, e na terra, angústia das gentes, perplexas pelo estrondo do mar e das ondas [...] e então vereis regressar o Filho do Homem numa nuvem com grande poder e glória | ” |

Durante os reinados de Silo e Mauregato estabeleceram-se as bases da cultura do Reino das Astúrias e da Hispânia cristã da Alta Idade Média. Neste período aparentemente calmo, no qual os reis das Astúrias se submeteram aos caprichos dos emires de Córdova, viveu Beato de Liébana, que é provavelmente a maior figura intelectual do Reino das Astúrias, e cuja obra marcou inegavelmente a cultura cristã da Reconquista.

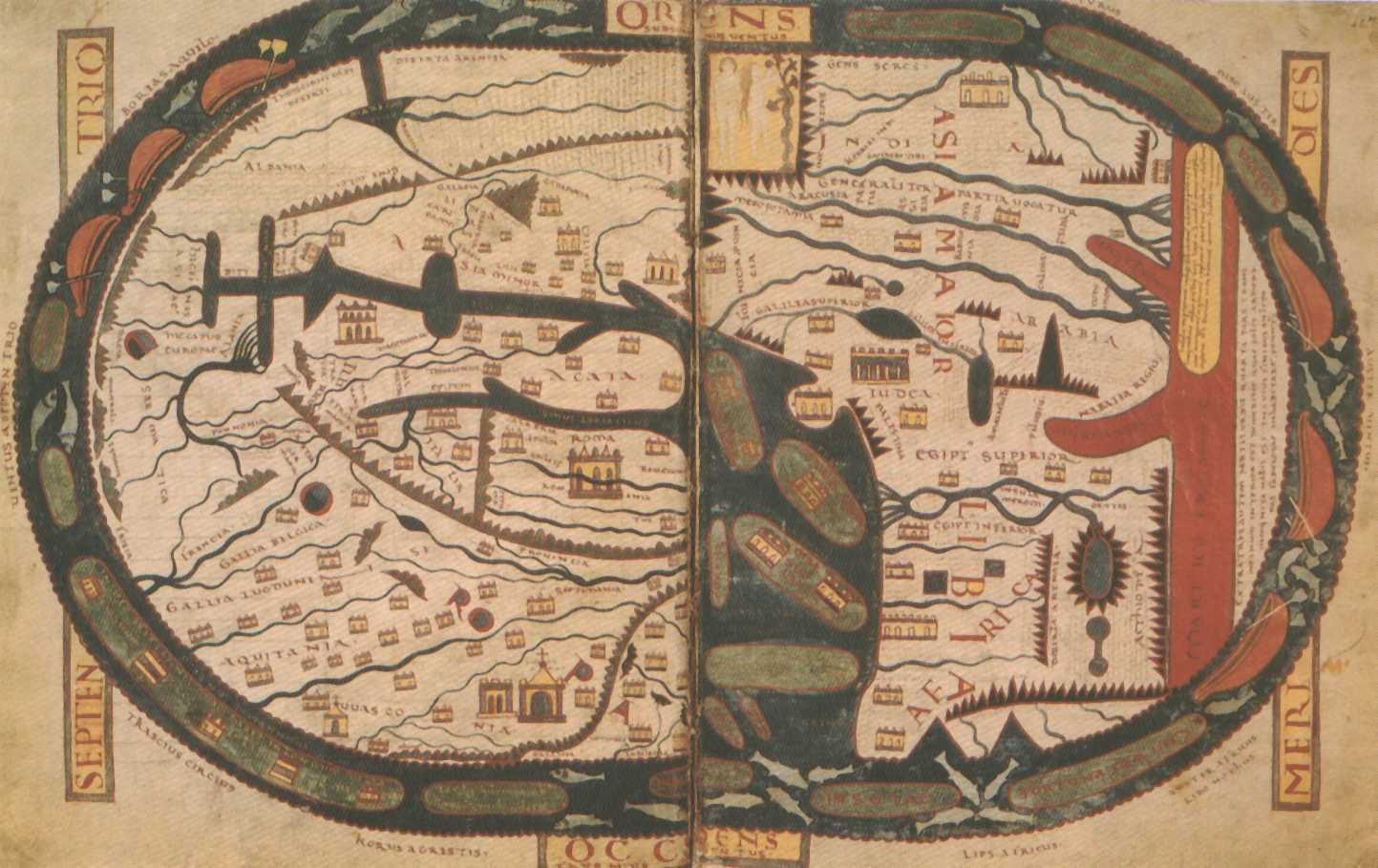
Mapa-Múndi de Beato de Liébana. Diferentemente do que sucede na cartografia moderna, o mapa não está orientado a Norte, mas sim a Oriente. Diz-se, por isso, que está orientado (e daí advém o termo)

Beato viu-se directamente envolvido na quezila adopcionista, no seio da qual combateu afincadamente contra Elipando, bispo de Toledo. Os adopcionistas defendiam que Jesus Cristo teria nascido homem e que só após a morte e ressurreição foi adoptado pelo Pai, adquirindo a qualidade divina. O adopcionismo tinha raízes no arianismo, que negava a divindade de Cristo, e no paganismo greco-romano, onde constavam alguns exemplos de heróis, como Hércules, que depois da morte alcançaram a apoteose. Não se descarta, porém, a influência muçulmana no surgimento do adopcionismo, visto que inclusivamente Elipando foi imposto no seu cargo pelas autoridades muçulmanas, cuja religião negava a divindade de Jesus, que era considerado profeta mas não Filho de Deus. Não obstante, a heresia adopcionista foi combatida por Beato a partir do seu mosteiro de Santo Toríbio de Liébana, ao mesmo tempo que defendia a independência da igreja asturiana relativamente à de Toledo, estreitando laços com Roma e com o Império Carolíngio: Beato recebeu apoio na sua luta contra a igreja toledana pelo Papa, bem como por Alcuíno de Iorque, um empenhado académico anglo-saxão de Aquisgrão, com quem cultivou uma grande amizade.

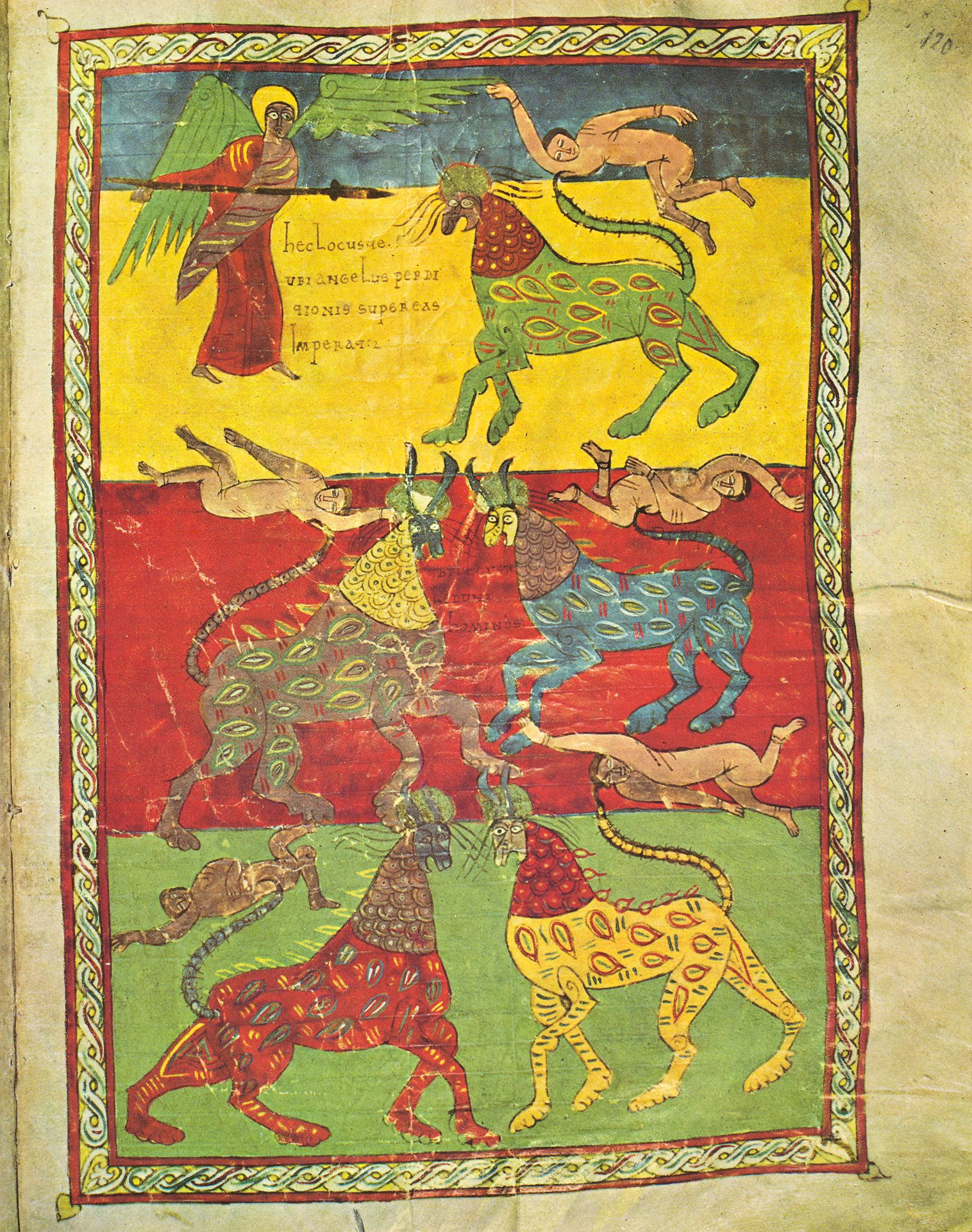
El Ángel de la Quinta Trompeta: "E o quinto anjo tocou a sua trompeta, e vi estrelas cair do céu em direcção à terra e a ele lhe foram entregues as chaves do abismo"

A obra de maior transcendência criada por Beato foram os seus Comentários ao Apocalipse, copiados para manuscritos nos séculos posteriores (geralmente denominados Beatos) e dos quais o escritor italiano Umberto Eco chegou a afirmar: "As suas faustosas imagens deram lugar ao maior acontecimento iconográfico da história da humanidade". Neles, Beato expõe uma interpretação pessoal do relato apocalíptico, complementada com citações do Antigo Testamento e dos Pais da Igreja, tudo isto acompanhado de magistrais ilustrações.

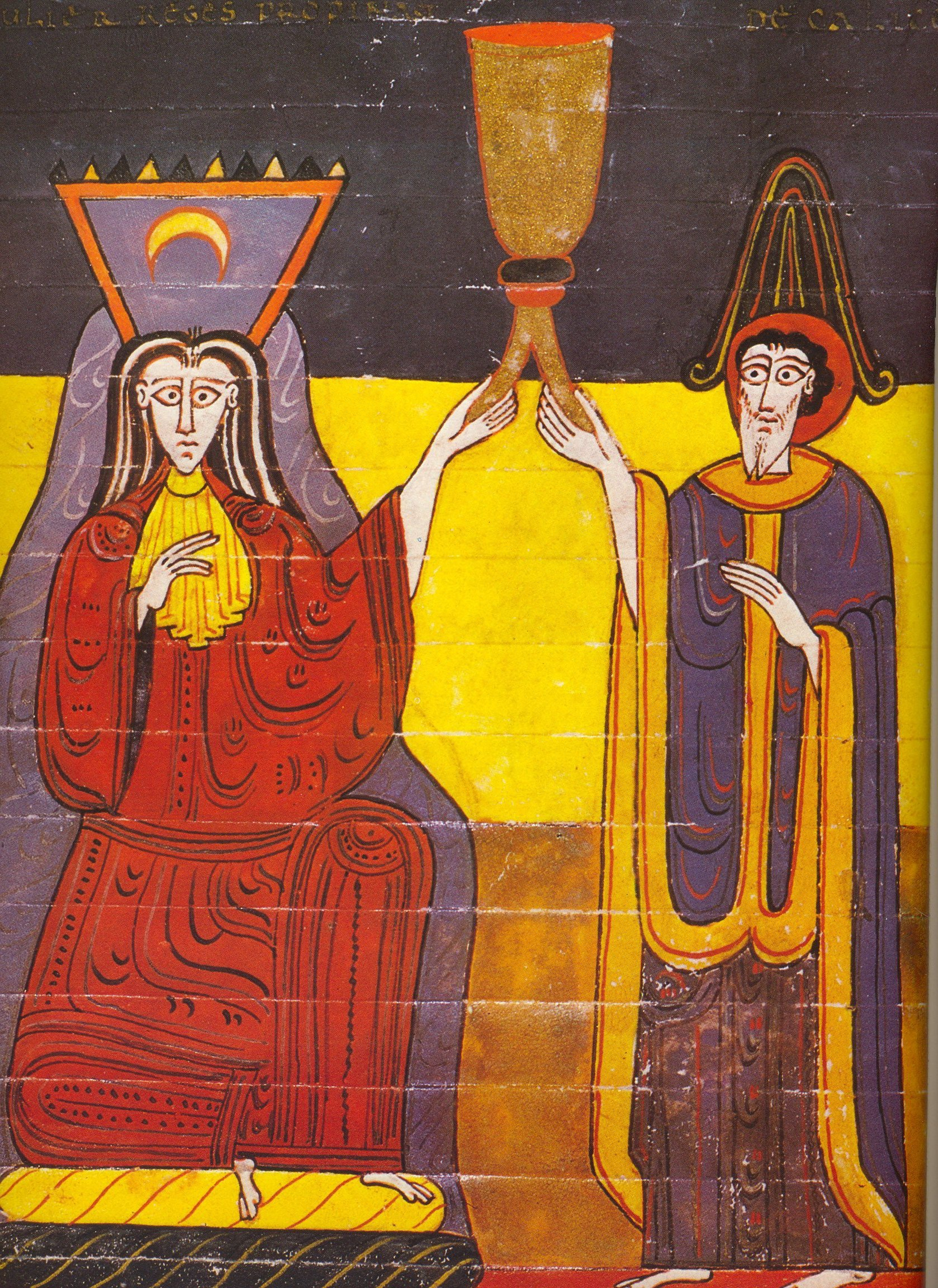
"A mulher estava vestida de púrpura e escarlate, resplandecia de ouro, pedras preciosas e pérolas; levava na mão uma taça de ouro cheia de abominações, e também as impurezas da sua prostituição e, à frente, um nome escrito - um mistério -: «A Grande Babilónia, mãe das rameiras e das abominações da terra»".

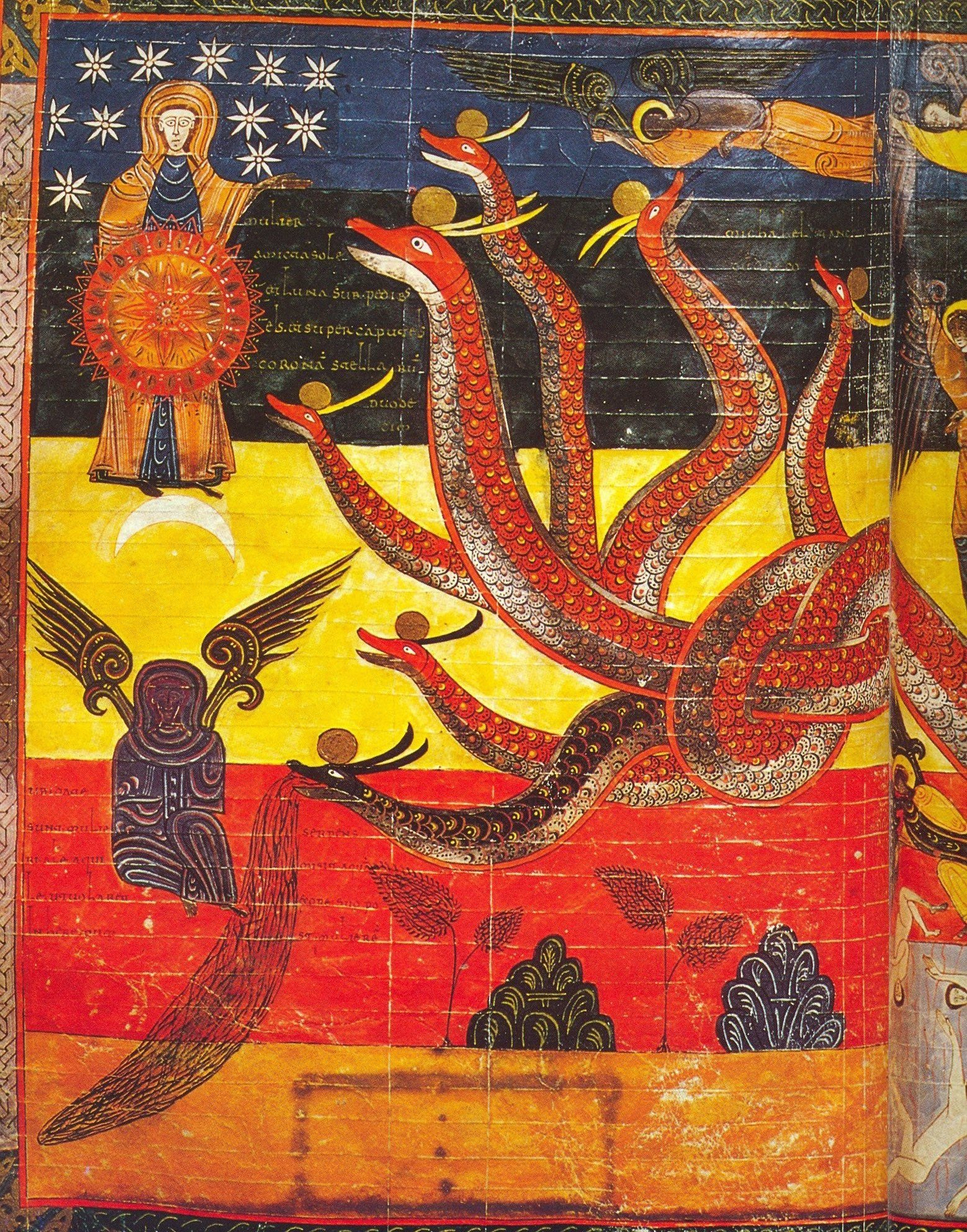
"Um grande sinal apareceu no céu: Uma mulher, vestida de Sol, com a lua a seus pés, e uma coroa de doze estrelas sobre a cabeça; está grávida e grita com as dores de parto e com o tormento de dar à luz. E apareceu outro sinal no céu: um grande Dragão vermelho, com sete cabeças e dez cornos e, sobre as suas cabeças, sete diademas".

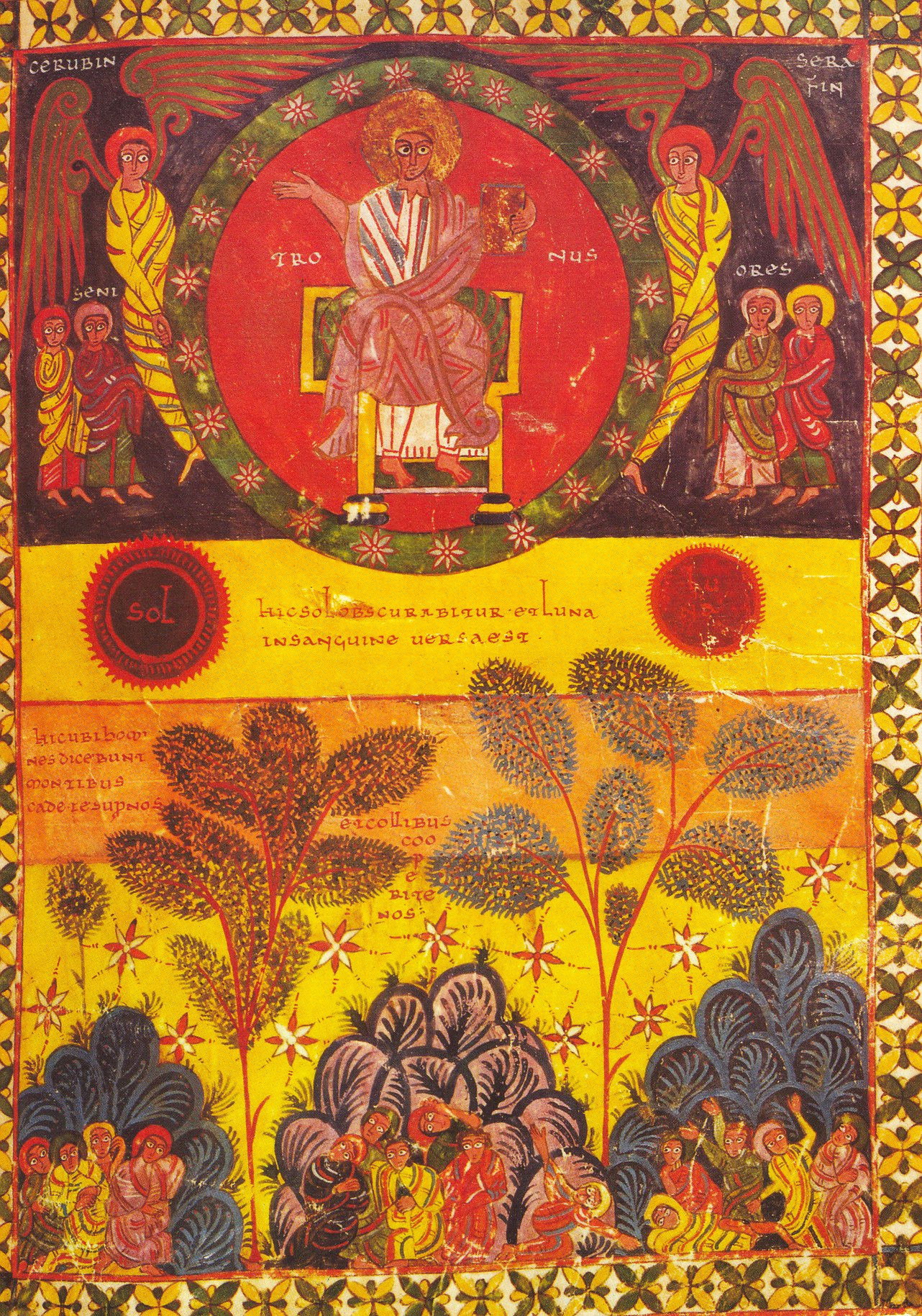
A abertura do Sexto Selo: "E vi como se abria o sexto selo, e deu-se um enorme terramoto, e o sol tornou-se negro como o cilício(NT: tecido), e a lua tornou-se toda cor de sangue"

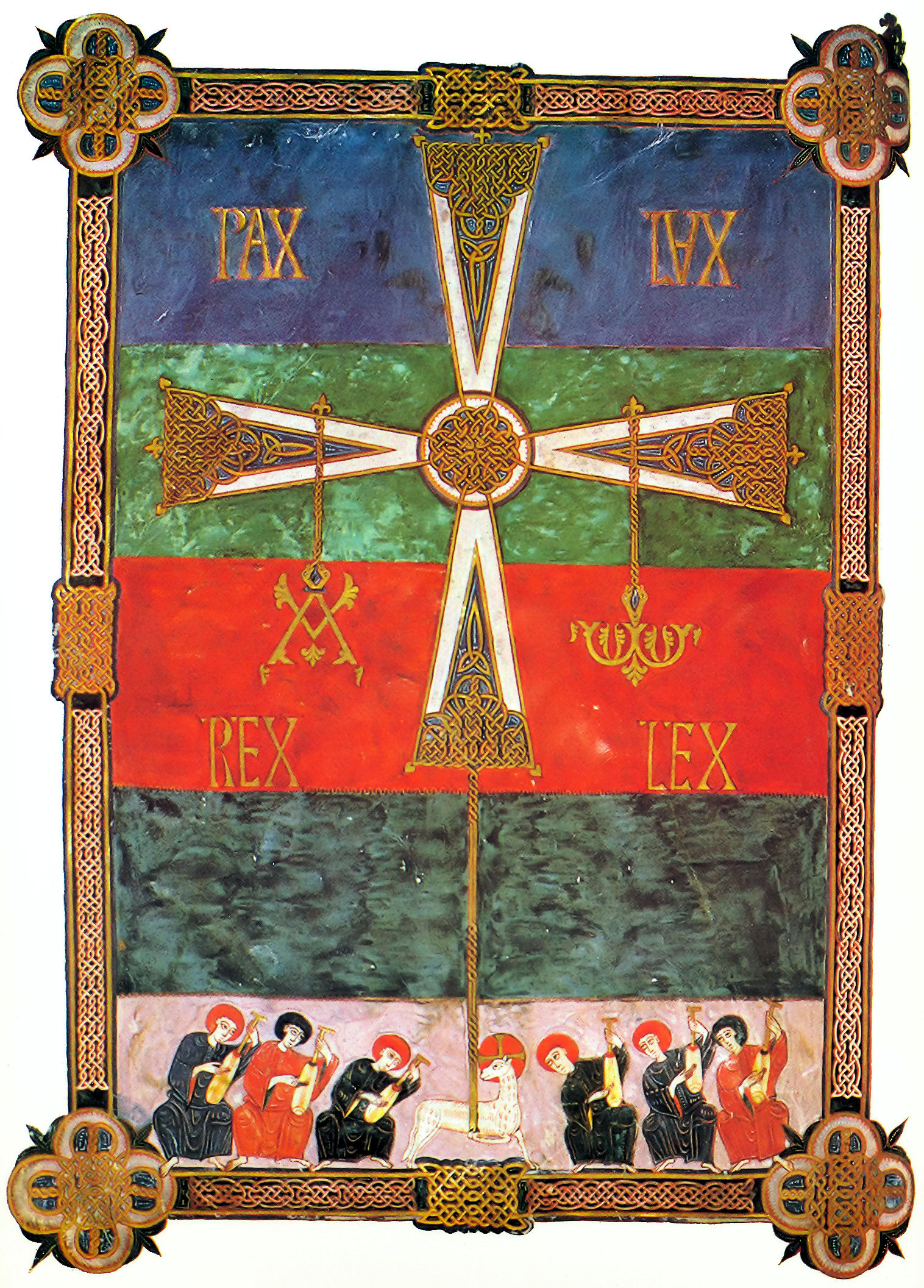
"Eu sou o Alfa e o Omega, o princípio e o fim, diz o Senhor Deus, o que Foi, o que É, e o que Será. O Todo-poderoso"

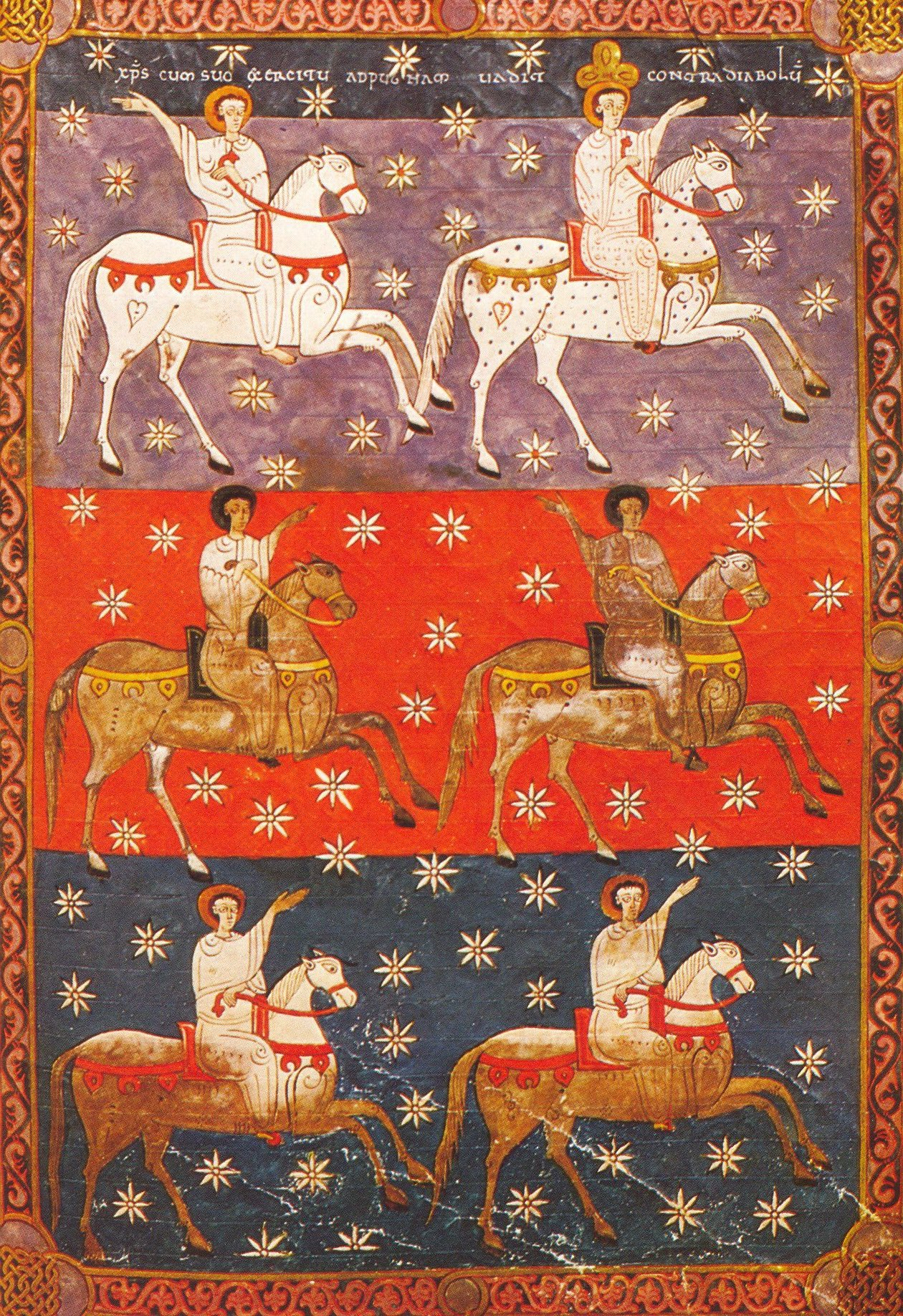
"Então vi o céu aberto, e havia um cavalo branco: quem o monta chama-se «Fiel» e «Veras»; e julga e combate com justiça. O seus olhos, chama de fogo; sobre a cabeça, muitos diademas; leva escrito um nome que só ele conhece; veste um manto empapado em sangue e o seu nome é: A Palavra de Deus".

Nos Comentários dava-se uma nova interpretação aos símbolos do Apocalipse: Babilónia já não representava a cidade de Roma, mas sim Córdova, sede dos emires do Alandalus; a Besta, antigo símbolo do Império Romano, encarnava agora o invasor islâmico que ameaçava destruir a cristandade ocidental e que nessa época atribulava com as suas frequentes razias os territórios do Reino das Astúrias.
No prólogo ao segundo livro desta obra encontra-se um dos Mapa Múndi mais conhecidos da cultura alto-medieval europeia. O objectivo deste mapa não era a representação geográfica do mundo, mas sim servir como ilustração da diáspora evangelizadora dos Apóstolos durante as primeiras décadas do cristianismo. Para conficioná-lo, Beato baseou-se nos dados proporcionados por São Isidoro de Sevilha, Ptolomeu, e na Bíblia. O mundo surge representado como um disco de terra rodeado pelo Oceano, que se divide em três partes: Ásia (semicírculo superior), Europa (quadrante inferior esquerdo) e África (quadrante inferior direito). O Mar Mediterrânico (Europa-África), o Rio Nilo (África-Ásia) e o Mar Egeu e o Bósforo (Europa-Ásia) separavam as massas continentais.
Beato estava convencido da iminência da chegada do Fim dos Tempos, que viriam precedidos pelo reinado do Anticristo, cujo império duraria 1290 anos. Baseando-se no esquema proposto por Santo Agostinho na sua obra Cidade de Deus, o criador dos Comentários considerava que a história do mundo se estruturava em seis idades: as cinco primeiras estendiam-se entre a criação de Adão e a crucificação de Jesus Cristo, enquanto que a sexta, posterior a Cristo e contemporânea aos nossos dias, deveria culminar com o desencadeamento dos eventos profetizados pelo Apocalipse.
Os movimentos de carácter milenarista eram comuns na Europa de então: No período 760-780 produziram-se nas Gálias toda uma série de fenómenos astrais que provocaram o pânico na população; um monge visionário, João, anteviu a chegada do Fim do Mundo já no reinado de Carlos Magno. Surge ainda neste período o Apocalipse de Daniel, um texto escrito em língua síria durante o reinado da imperatriz Irene de Atenas no Império Bizantino no qual se profetizavam toda uma série de guerras entre árabes, bizantinos e povos do Norte, que finalizariam com a chegada do Anticristo.
Para Beato, os acontecimentos que ocorriam na Hispânia (o domínio islâmico, a heresia adopcionista, a progressiva assimilação dos moçárabes) eram sinais que indicavam a proximidade do auge apocalíptico. Segundo relata Elipando na sua Carta dos bispos de Spania aos seus irmãos da Gália, o abade de Santo Toríbio chegou a anunciar aos seus paisanos de Liébana a chegada do Fim do Mundo para a Páscoa do ano 800: na véspera desse dia, centenas de aldeões agruparam-se ao redor do Mosteiro de Santo Toríbio, esperando - aterrados - o prodígio. Aí ficaram durante quase dia e meio em jejum até que um deles, de nome Ordonho, exclamou: "Comamos e bebamos, para se chegar o fim do mundo estejamos fartos!".
As visões proféticas e milenaristas de Beato de Liébana tiveram uma influência marcante no desenvolvimento do Reino das Astúrias: A Crónica Profética, redigida por volta de 880, antevê a capitulação do Emirado de Córdova e a conquista e redenção de toda a Hispânia pelo rei Afonso III. Desta forma, o ícone da Cruz da Vitória, que acabou por se converter no emblema do Reino das Astúrias, deve a sua origem a uma passagem do Apocalipse em que São João tem a seguinte visão da segunda vinda de Cristo: Vê Jesus Cristo sentado majestosamente acompanhado de nuvens e afirmando "Eu sou o Alfa e o Omega, o princípio e o fim, o que Foi, o que É, e o que Será. O Todo-poderoso". O uso do lábaro remonta aos tempos de Constantino, o Grande, que o empregou durante a célebre batalha da Ponte Mílvio. Não obstante, nas Astúrias, o uso da Cruz da Vitória adquiriu estatuto de veneração. Em quase todas as igrejas pré-românicas surge gravado este ícone, por vezes acompanhado da expressão "Hoc signo tuetur pius, in hoc signo vincitur inimicus" que se tornaria no lema dos monarcas asturianos.
Outro dos legados espirituais do Reino das Astúrias foi o surgimento de uma das vias de transmissão cultural mais fascinantes da Europa: o Caminho de Santiago. O primeiro texto que faz referência à predicação de Santiago Maior é o Breviário dos Apóstolos, texto do século VI que refere um lugar denominado Aca Marmárica como o seu lugar de descanso definitivo. São Isidoro de Sevilha insistiu nesta mesma ideia no seu tratado De ortu et obitu patrium. Século e meio depois, já no tempo do reinado de Mauregato, foi composto o hino O Dei Verbum, no qual se qualifica o apóstolo de "áurea cabeça de Espanha, nosso protector e patrono nacional", e se faz referência à sua predicação na Península durante as primeiras décadas do cristianismo.
Mas seria apenas no reinado de Afonso II quando, desde a Galiza, chegaram notícias de uma acontecimento prodigioso: na diocese de Iria Flávia (povoação próxima de Padrón, na Galiza) um ermita chamado Pelágio teria assistido durante várias noites sucessivas resplendores misteriosos sobre o bosque de Libredón. Canções de anjos acompanhavam o baile de luzes. Impressionado por este fenómeno, Pelágio encontrou-se com o bispo de Iria Flávia, Teodomiro, que acudiu àquele lugar com o seu séquito. No meio do bosque encontraram um sepulcro de pedra com três corpos, que foram identificados como sendo do apóstolo Santiago Maior e seus dois discípulos, Teodoro e Atanásio. Segundo a lenda, o rei Afonso foi o primeiro peregrino a deslocar-se a ver o apóstolo: durante as noites que passou no trajecto, foi guiado pelo curso da Via Láctea, que a partir desse momento tomaria o nome popular de Caminho de Santiago.
Os rumores sobre a tumba de Santiago acarretou um êxito político substancial para o Reino das Astúrias: Hispânia poderia reclamar para si a honra de albergar os restos de um dos apóstolos de Jesus Cristo, um galardão apenas compartido com a Ásia (concretamente Éfeso), onde repousava o corpo de São João, e com Roma, onde foram enterrados os restos mortais de São Pedro e São Paulo. A partir desse momento, Santiago de Compostela converteria-se, junto com Roma e Jerusalém, numa das três cidades santas da Cristandade. À conta dos Caminhos de Santiago entraram na Península Ibérica multidões de influências procedentes da Europa central durante os séculos seguintes, desde os estilos gótico e românico à trova provençal.
Não obstante, a história ao redor da descoberta dos restos mortais do apóstolo deixou certos aspectos enigmáticos. A sepultura foi encontrada num lugar que já era conhecido como necrópole desde o Baixo Império, pelo que é possível que se tratasse dos restos de um notável da zona: o historiador britânico Henry Chadwick lançou a hipótese que identifica o sarcófago encontrado em Compostela com as relíquias de Prisciliano. Outros autores, como Constantino Cabal, realçam que muitos lugares na Galiza, como Pico Sacro, a Pedra da Barca (Muxía) ou Santo André de Teixido, eram objectivo de peregrinações de fiéis pagãos, que consideravam aqueles lugares, identificados com o Fim do Mundo, como portas de entrada para o Outro Mundo. Com a descoberta do túmulo de Santiago, intensificou-se a progressiva cristianização nestas rotas de peregrinação.

### Mitos e lendas

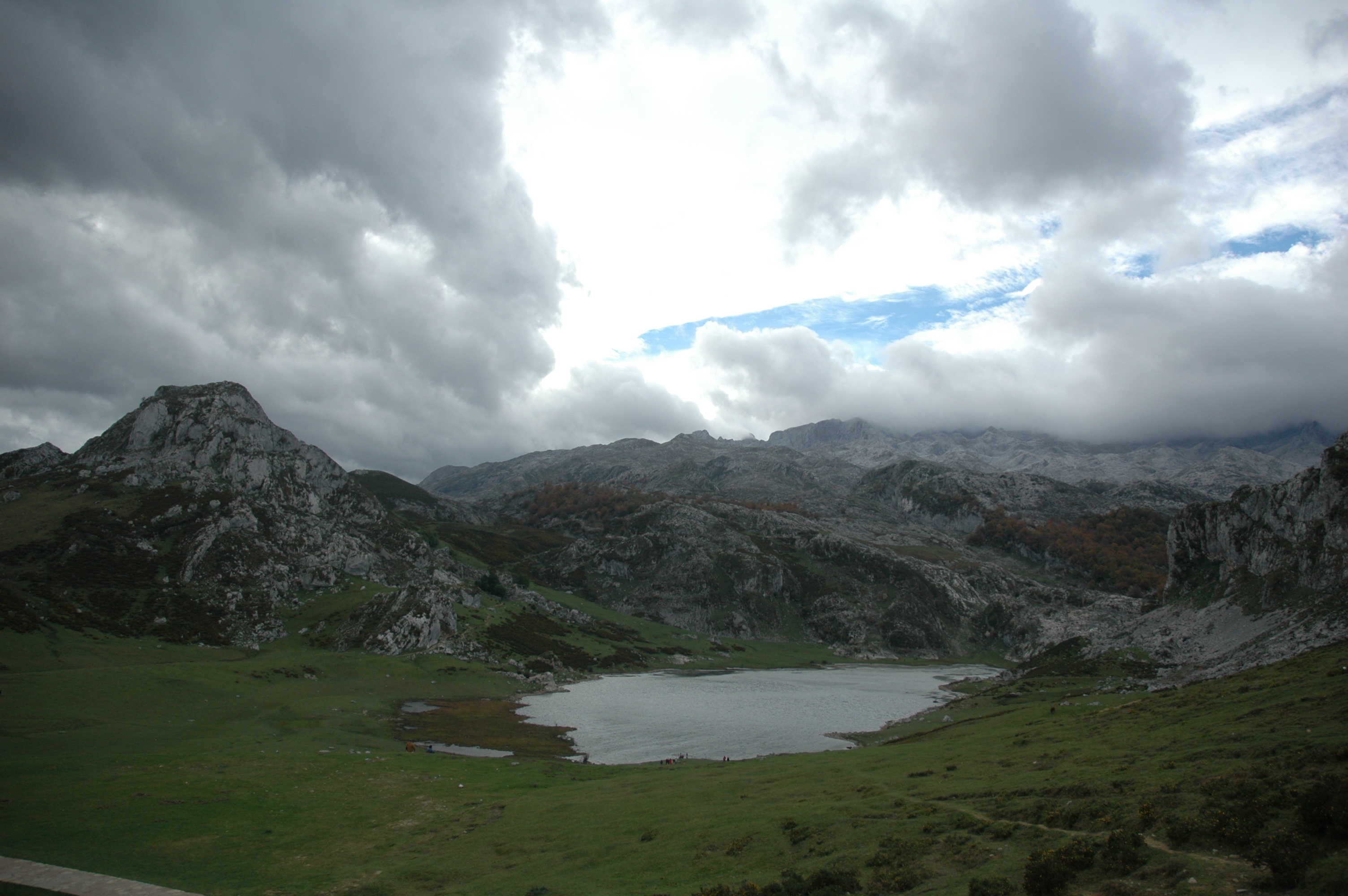
Lago de Ercina. Segundo a lenda, neste lugar se erguia uma aldeia ou mesmo - quem sabe - uma cidade que foi destruída por um dilúvio divino

Visto que as Crónicas do Reino das Astúrias foram redigidas século e meio depois da batalha de Covadonga, ficam por descortinar muitas das facetas dos primeiros reis de Astúrias, abandonadas ao nebuloso território do mito e da lenda.
Se bem que a historicidade de Pelágio é indiscutível, em torno da sua figura se teceu uma multitude de tradições e relatos. Um deles afirma que antes da invasão muçulmana da Península Ibérica terá ido em peregrinação a Jerusalém, a cidade santa da Cristandade.
Ainda assim, afirma-se que a Cruz da Vitória foi formada por um raio que, ao cair sobre um carvalho, talhou a sua figura no tronco. Neste mito entrelaçam-se também dois elementos de importância fundamental na tradição asturiana: por um lado, o raio, símbolo do antigo deus asturiano Taranis e que, na mitologia asturiana, é forjado pelo Ñuberu, senhor das nuvens, da chuva e dos ventos. Por outro lado, o carvalho era o símbolo da realeza asturiana, tal como testemunham gravuras em pedra como os da Igreja de Abamia, nos quais surgem folhas dessa espécie arbórea.

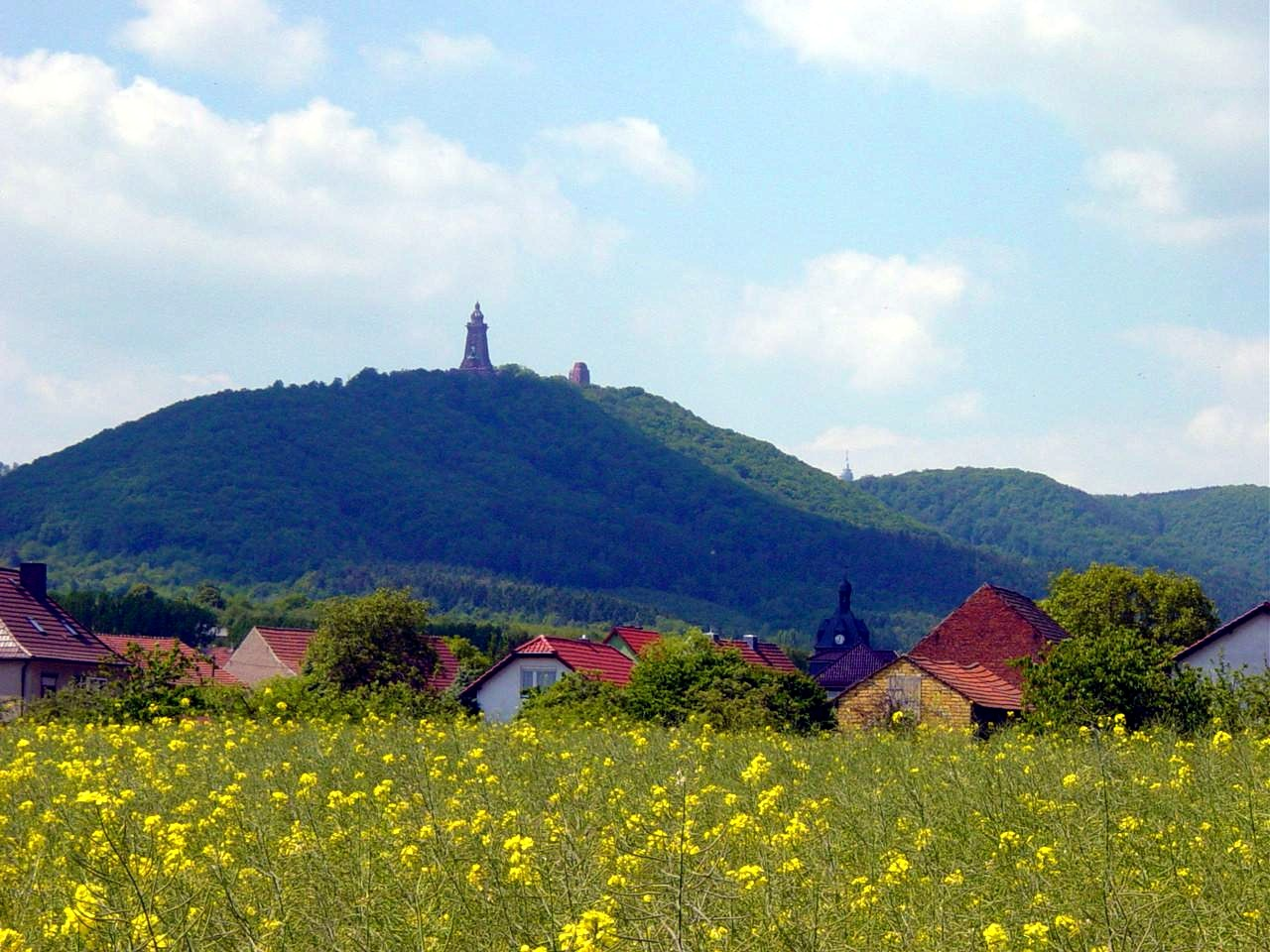
Imagem do Kyffhäuser, na Alemanha, onde, de um modo similar ao de Fruela e Bernardo do Cárpio, languesce o imperador Frederico Barbarossa, rodeado dos seus cavaleiros e anões

Além disso, a zona de Covadonga foi sendo pródiga em relatos assombrosos, como o que se afirma que, sobre o lugar que hoje ocupam os lagos de Enol e da Ercina, se alçava um povoado de pastores que foi visitado pela Virgem quem, disfarçada de peregrina, pediu comida e habitação pelas casas do povoado. Em todas elas terá sido rejeitada bruscamente, encontrando refúgio apenas na humilde moradia de um pastor, que carinhosamente compartiu com ela tudo o que possuía. Como castigo ante a inospitalidade dos habitantes, a povoação foi arrasada por um dilúvio divino, desaparecendo para sempre, à excepção da choça do pastor. À sua frente, a misteriosa hóspede chorou e, as lágrimas caindo no solo, converteram-se em pequenas e maravilhosas flores. E foi aí que o pastor se deu conta que a divina peregrina era a Virgem.
Este é um mito pan-céltico que se encontra representado em numerosas histórias de outros países do Arco Atlântico, como aquela que afirma que na lagoa de Antela (Galiza) se encontram os restos da antiga cidade de Antioquia, arrasada do mapa por um dilúvio nocturno como castigo pela vida pecaminosa dos seus habitantes. Ainda hoje é possível ouvir durante a Noite de São João as badaladas da igreja da cidade, bem como o cantar dos galos. Do outro lado do golfo de Biscaia, na Bretanha, subsistem tradições relativas à cidade de Ker-Ys, que se situava nos territórios da baía de Douarnenez, roubados ao mar e protegidos por um poderoso dique. A filha do rei da cidade, Dahud, entregou as chaves do dique a um demónio disfarçado de príncipe, permitindo a este inundar a cidade.

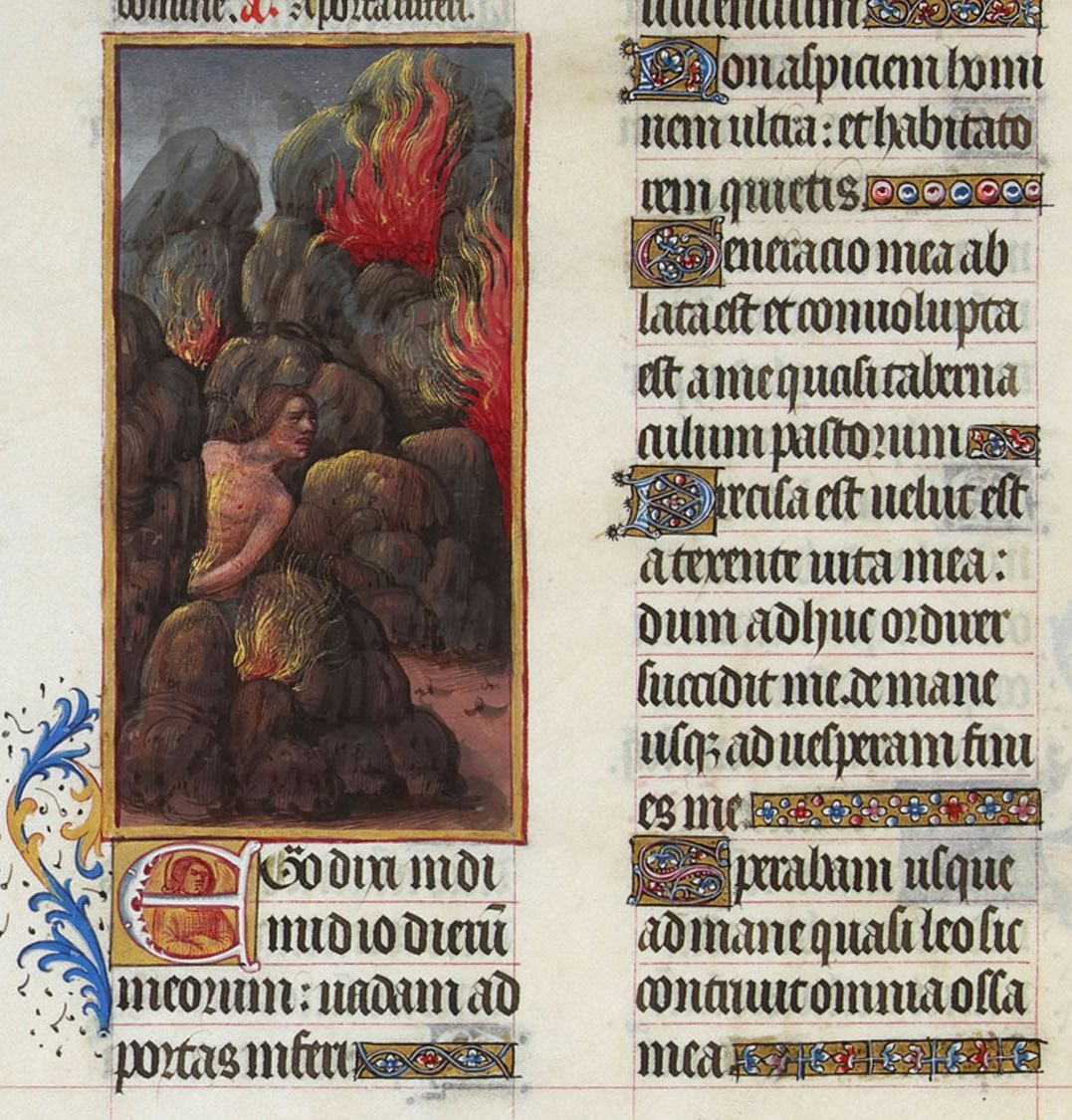
Ilustração do Canto de Ezequias extraída da obra As Três Mui Ricas Horas do Duque de Berry. Era frequente os reis asturianos tomarem como modelo os monarcas judeus do Antigo Testamento

Mas também existem mitos ao redor da monarquia asturiana que se mesclam com a tradição judaica e cristã: a Crónica Sebastianense narra que, quando faleceu o rei Afonso I, deu-se em Cangas de Onís um acontecimento extraordinário. Enquanto os notáveis velavam o seu cadáver na corte, ouviam-se cânticos celestiais de anjos. Entoavam o seguinte texto de Isaías que por sinal era utilizado na liturgia hispânica durante a Vigília do Sábado de Glória:
— Is. 38,10-14
Trata-se do cântico entoado por Ezequias, rei de Judá, após a sua cura de uma enfermidade mortal por Yahvé, graças à intercessão de Isaías: Neste cântico, o Rei, ao ver-se às portas da morte, lamenta angustiado a sua partida para o Seol, o inframundo judaico, um lugar obscuro e tenebroso onde não mais verá nem Deus nem os homens.

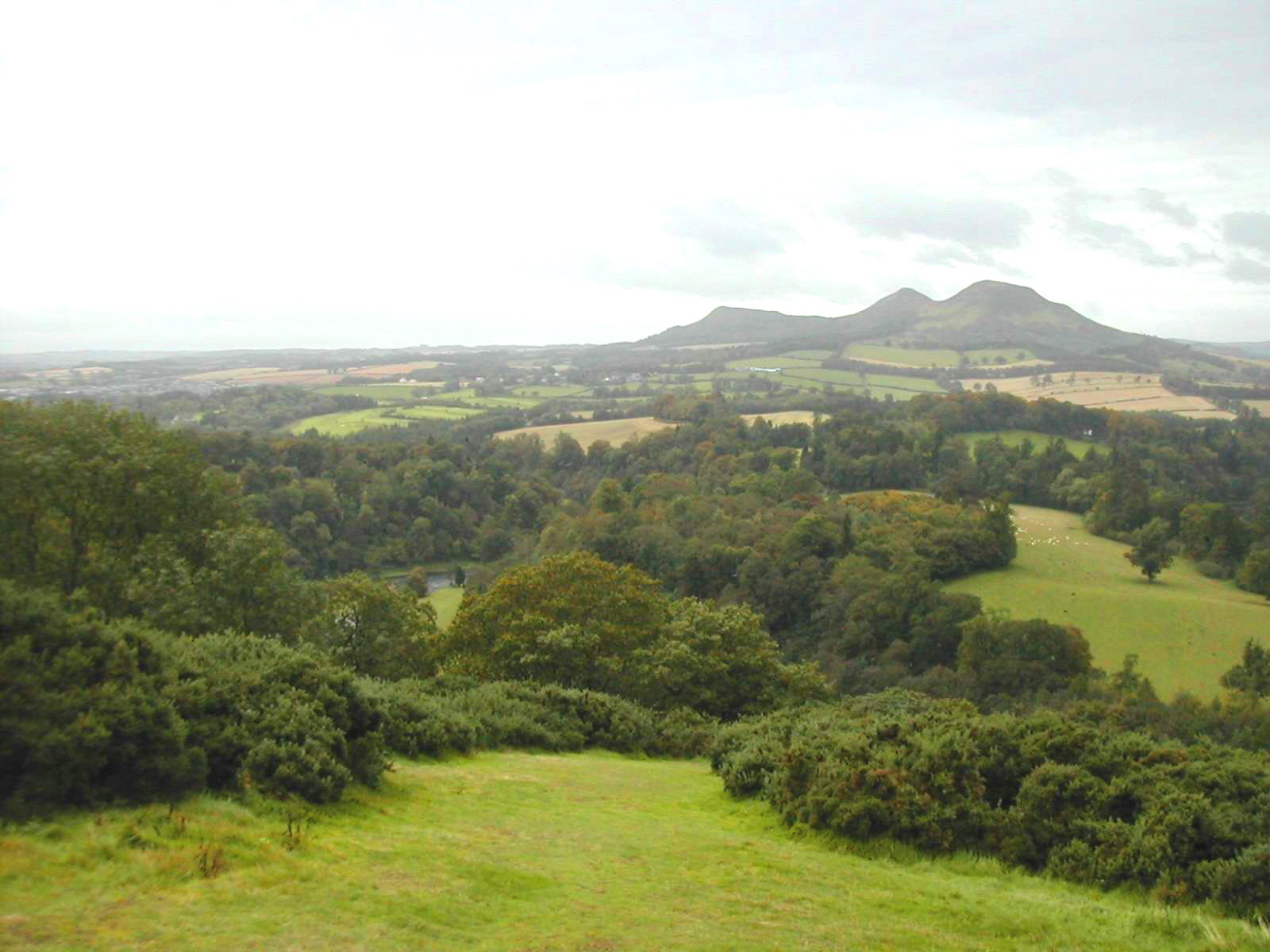
As colinas de Eildon, na Escócia. Última morada do Rei Artur, um dos mais famosos heróis da tradição europeia, à que também pertence, evidentemente, o folclore asturiano

Ainda assim, encontram-se nas Astúrias expoentes do mito do Rei Adormecido: segundo a lenda, é possível ainda hoje ver o rei Fruela I vaguear pelo Jardim dos Reis Caudilhos da Catedral de Oviedo e diz-se que o seu neto, o notável cavaleiro Bernardo del Carpio, dorme também numa cova dos montes asturianos. A tradição relata que, numa ocasião, um camponês perdeu uma das suas vacas, e quando desceu a uma cova para procurá-la ouvi uma voz que afirmava ser Bernardo del Carpio, vencedor contra os Francos em Roncesvalles. Depois de lhe contar que vivia há séculos naquela cova, disse ao camponês: "Dá-me a tua mão, que quero saber como são os homens de agora". O pastor, assustado, esticou-lhe um corno de uma vaca que, ao ser agarrado pelo gigante, se desfez no mesmo instante. O pastor fugiu apavorado, não sem antes ouvir Bernardo dizer: "Os homens de agora não são como os que me ajudaram a matar franceses em Roncesvalles".
São evidentes os paralelismos entre estas lendas e as de outras figuras de outros heróis medievais europeus, como Barbarossa, ou o Rei Artur. Do primeiro se afirma que não morreu, mas sim que se retirou ao interior do monte Kyffhäuser, de onde retornará para restabelecer a antiga glória da Alemanha quando os corvos deixem de voar. Do segundo se afirma que vive, junto com os seus cavaleiros, espalhados por uma multitude de grutas e colinas da ilha da Grã-Bretanha. A sua morada mais famosa é aquela que lhe atribuiu Sir Walter Scott: as colinas de Eildon, na Escócia, onde se refugiou Artur após a sua última batalha, e onde dormirá até que o destino lhe outorgue o novo governo da Britânia.

## As Crónicas do Reino das Astúrias

### Crónicas cristãs
Crónicas redigidas em território andaluz:
- Crónica bizantino-árabe de 741
- Crónica moçárabe (754, também designada Continuatio Hispanica)

Crónicas redigidas durante o reinado de Afonso III:
- Crónica Albeldense
- Crónica Rotense
- Crónica Sebastianense
- Crónica Profética

Crónicas do século XI:
- Crónica de Sampiro

Crónicas do século XII:
- Crónica Silense ou do monge anónimo de Santo Domingo de Silos
- Crónica de Pelaio, bispo de Oviedo
- Crónica do Imperador Afonso VII
- Crónica do monge anónimo de Nájera

Crónicas redigidas durante o reinado de Fernando III, o Santo:
- Chronicon mundi, de Lucas, bispo de Tui
- Crónica Latina dos reis de Castela, de Juan, bispo de Osma
- De rebus Hispaniae, de Rodrigo Jiménez de Rada, arcebispo de Toledo

Crónicas redigidas durante o reinado de Afonso X, o Sábio:
- Estoria de España, também designada Crónica Geral de Espanha, a primeira escrita em castelhano.

### Crónicas muçulmanas
- Crónica de Almacari

## Legado
| “ | No sopé desta gigantesca fortaleza natural dos Picos de Europa, que ergue a poucos quilómetros do Cantábrico, combateram ástures e cántabros contra Roma, já senhora do mundo. Numa das entradas dessa fortaleza resistiu Pelágio (718-722) aos muçulmanos que dominavam já desde a Índia até ao Atlântico. Sob o seu amparo nasceu, portanto, Espanha. | ” |

| “ | Santi Yagüe (Santiago) será entronizado anti-Mahoma e o seu santuário compostelão converter-se-á na anti-Caaba. Esta mutação confere à lenda o seu carácter definitivo. Compostela passa a ser o ponto de convergência da cristandade militante em oposição a Meca, e a popular romaria do Caminho de Santiago a réplica franca e galaico-leonesa ao haÿÿ (a santa peregrinação muçulmana). A Santa Providência concederá doravante a vitória ao ginete [...] não só sobre os mouros da Península, mas também, num extraordinário voo transoceânico, sobre os Aztecas [...], em favor de Hernán Cortés e os seus. | ” |

O Reino das Astúrias contempla-se, tradicionalmente, como a origem da Reconquista. Se bem que, nos primeiros momentos, foi apenas uma luta indígena contra povos estrangeiros (como já os ástures e os Cántabros tinham feito contra romanos e visigodos), a espectacular expansão posterior e o facto de carregar consigo o gérmen da conhecida Coroa de Castela (união dos reinos de Castela e Leão) imputaram uma relevância história que na época não se conseguia vislumbrar.

Emblemas heráldicos dos Quatro Reinos constituintes de Espanha: Leão, Castela, Aragão e Navarra. Os dois primeiros surgiram do Reino das Astúrias

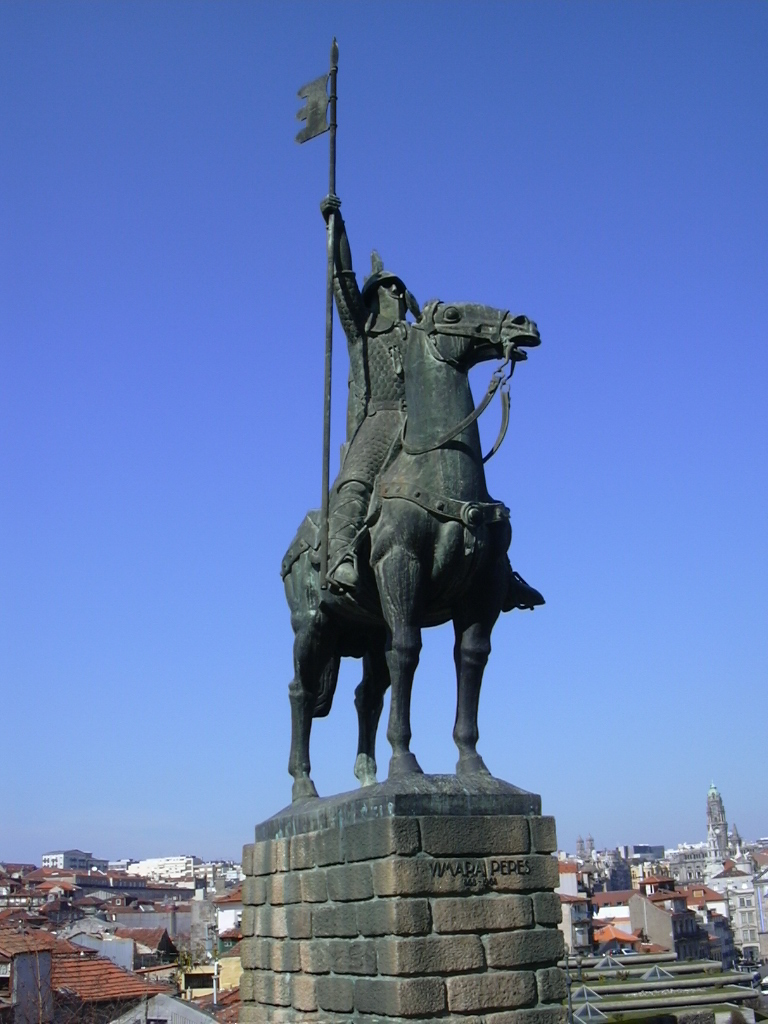
Na imagem, Vímara Peres, o nobre galego fundador do Condado Portucalense, do qual surgiu posteriormente o Reino de Portugal

Do Reino das Astúrias surgiram três entidades políticas diferenciadas: Os reinos de Leão, Castela e Portugal. Na sequência da transladação da corte de Leão por Fruela II, o centro de gravidade do Reino virou-se para Sul; e é a partir desse momento que se começa a falar do Reino de Leão, cujos monarcas se consideram herdeiros da monarquia asturiana. Se bem que nas primeiras décadas de existência a autoridade dos reis asturoleoneses era bastante definida, a partir de meados do século X surgiram tendências separatistas, particularmente em Castela e Portugal.
Os condados castelhanos aglutinaram-se a meados do século IX em torno da dinastia condal fundada por Fernão Gonçalves. Não obstante o facto de, no começo, o condado de Castela não ter atingido a independência formal do Reino de Leão, rapidamente entrou na órbita do rei Sancho III, o Maior, que acabou definitivamente com a dependência jurídica relativamente aos reis leoneses. É o seu filho, Fernando I, que, tendo herdado o condado de Castela, derrota o soberano de Leão e anexa o seu reino. Após a morte de Afonso VII, os reinos de Leão e Castela voltaram a separar-se, assim permanecendo durante 70 anos, até serem novamente - e definitivamente - unificados por Fernando III o Santo. A memória da monarquia asturiana persistiu nas cortes dos reis de Castela e de Espanha. Afonso X, o Sábio, na sua Estoria de España, considerava o Reino das Astúrias como o lugar onde teria começado a Reconquista e recristianização da Península. Séculos depois, o primeiro parque nacional de Espanha, o da Montanha de Covadonga (actual Parque Nacional dos Picos de Europa), foi fundado por Afonso XIII em 1918 em comemoração do 1200º aniversário da coroação do seu predecessor, Pelágio, e da batalha de Covadonga. No Ultramar, a lenda pia afirma que Santiago Matamouros, protector do Reino Asturiano, surgiu na batalha de Otumba, desenquilibrando o combate a favor dos espanhóis. Muitas cidades americanas, como Santiago de Cuba ou Santiago do Chile, herdaram o nome deste apóstolo cujo cadáver se encontrou em tempos de Afonso II, nos confins da monarquia asturiana.

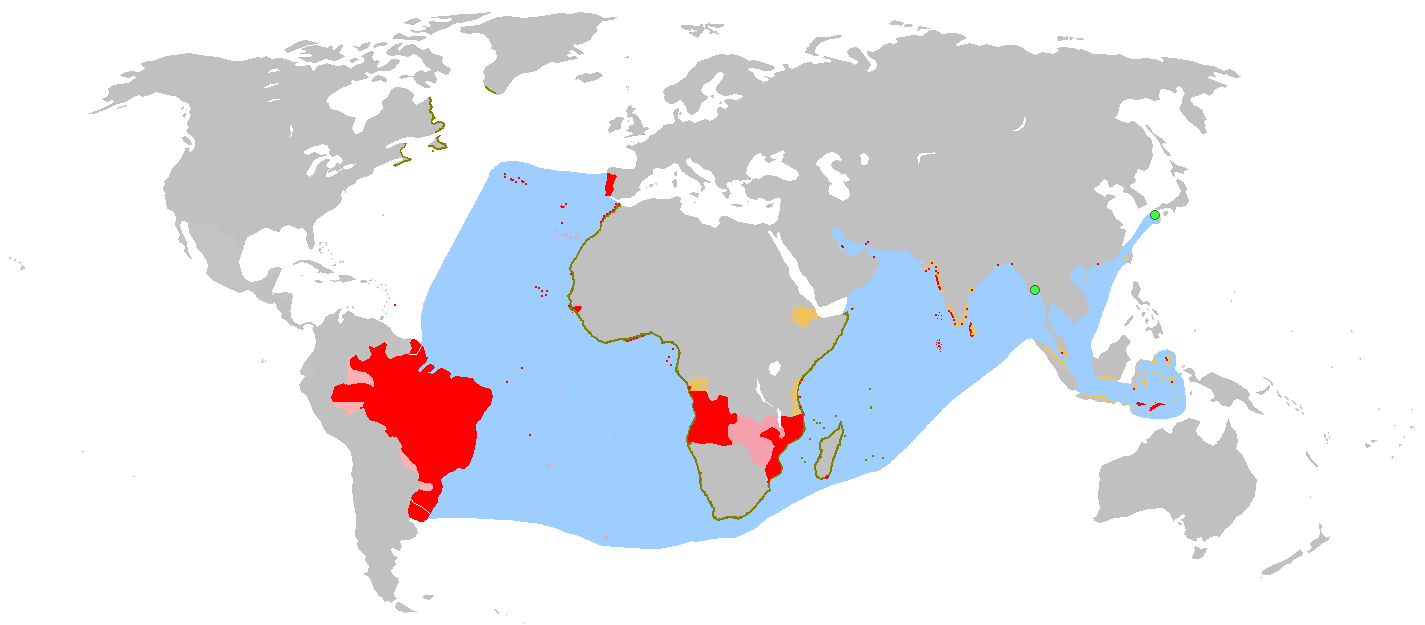
Império colonial português, 1410-1999

Os reinos ibérios formados a partir do asturianos - Leão, Castela - experimentaram uma grande expansão, quer durante o período da Reconquista, como na posterior posterior etapa colonial. Na imagem reproduz-se a extensão dos domínios de Espanha na sua época de maior esplendor. Quase todos os territórios espanhóis reproduzidos pertenciam à Coroa de Castela e Leão, excepto as terras da Coroa de Aragão e herança borgonha

No que se refere a Portugal, foi Afonso III das Astúrias quem ordenou, em 868, a um dos seus vassalos, o conde galego Vímara Peres, tomar e repovoar a cidade do Porto e os territórios portucalenses entre o Minho e o Douro (foi ele quem fundou a cidade de Guimarães). Desta forma, ao mesmo tempo que nascia, no centro hispânico, o Condado de Castela, vassalo dos reis asturoleoneses e navarros, surgia também, na fronteira galaico-asturiana sudocidental, o Condado de Portucale, que também se manteve vassalo dos reis de Astúrias e Leão durante os séculos IX a XII. Simultaneamente, nascia no extremo sudoriental o Condado de Aragão, inicialmente vassalo dos reis francos. Durante o século XI, os condados de Castela e Aragão foram elevados a reinos, passando-se o mesmo no século seguinte com o Condado de Portucale. Desde a sua fundação pelo nobre Vímara Peres e repovoação por galegos, no século IX, o Condado de Portucale manteve-se um território autónomo dentro do Reino da Galiza. Em 1071, o conde Nuno Mendes (que se havia rebelado) foi derrotado na batalha de Pedroso pelo rei Garcia da Galiza, que tomou para si o título de Rei da Galiza e Portucale, unindo efemeramente galegos e portugueses. Uns meses mais tarde, Garcia, filho de Fernando, o Grande, foi derrotado pelos seus dois irmãos, Sancho II de Castela e Afonso VI de Leão, ficando prisioneiro até ao final dos seus dias. Apesar de recuperar o trono em 1072, na sequência da morte de Sancho de Castela, foi atraiçoado por Afonso de Leão (já também Rei de Castela pela morte de Sancho) e feito prisioneiro definitivamente, no castelo de Luna, até falecer, em 1090. Afonso VI de Leão, Castela, e agora também da Galiza e Portugal, vendo os seus irmãos afastados do poder, intitula-se então 'imperador das Hispânias, pensa-se, por influência bizantina. Pouco tempo depois, separou de novo a Galiza e Portugal, cujo governo foi entregue aos seus genros, Raimundo da Borgonha e Henrique da Borgonha. Este último governou como regente de Portugal até à sua morte, e, devido à menoridade da condessa proprietária, Teresa de Leão, que tomou o governo apenas quando ficou viúva. A infanta-condessa era descendente dos antigos condes portucalenses por via paterna, já que a sua bisavó Elvira Mendes de Portugal era condessa soberana de Portugal e mulher de Afonso V de Leão, conforme exposto pelo historiador Luís de Mello Vaz de São Payo na sua obra. Tanto o Conde Henrique como depois a Rainha Teresa encaminharam o condado de Portugal por um novo processo de independência gradual que culminaria com a auto-proclamação do príncipe seu herdeiro Afonso Henriques como Rei, após a vitória na batalha de Ourique, em 1139, em que, segundo a lenda, ter-lhe-á aparecido no céu a cruz, o sangue e o rosto de Jesus Cristo, acompanhados das palavras em ouro IN HOC SIGNO VINCES (sob este símbolo vencerás). Esta lenda surge documentada apenas a partir do século XIV, época da fundação da Ordem de Cristo, que tomou para si estas palavras como lema, ao lado do escudo vermelho e cruciforme.

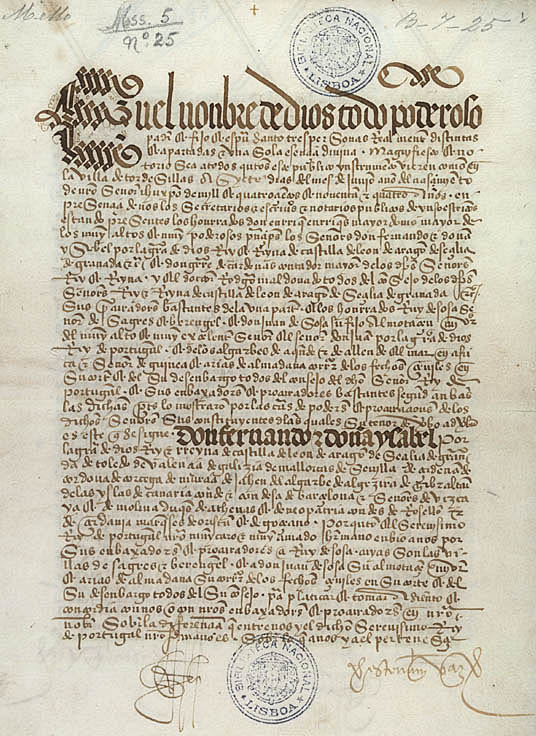
Documento original do Tratado de Tordesilhas (1494), que delineava às coroas de Portugal e de Castela e Leão os limites das respectivas áreas de influência: os sucessores de Pelágio dividiam o mundo entre si

No plano estritamente asturiano, o Reino é o lugar do nascimento do asturiano, bable ou asturo-leonês, língua também falada no Reino de Leão. Já em textos tão recentes como os da lápide Pizarra de Carrio podem distinguir-se rasgos que vão adivinhando um dialecto proto-romanche asturo-leonês, como por exemplo a ditongação do e breve latino (vostras dando origem a vuestras) ou a palatalização do grupo c'l (ovecula dando origem a oveya). Embora os documentos da época do Reino estejam redigidos quase na sua totalidade em latim, não restam dúvidas de que na corte se empregava como idioma habitual uma forma primitiva do asturiano. Neste sentido, os primeiros documentos oficiais escritos em asturo-leonês começam a surgir no século XI e, entre eles, destacam-se o Código Visigótico e diferentes direitos municipais. No primeiro parlamento da história da Europa, as Cortes de Leão de 1188, a língua usada tanto pelo rei como pelos procuradores foi a asturo-leonesa. Este idioma gozava então de enorme prestígio, derivado da sua prática pelos reis de Leão, sucessores de Pelágio. É de realçar o facto de que em Portugal, nas referências aos seus próprios monarcas, se utilizava o título El-Rei que, como se pode observar, não era galaico-português (em cujo caso corresponderia uma forma do tipo O-Rei), mas sim asturo-leonês.
Séculos depois do reinado do último dos monarcas asturianos, em 1388, foi criado o Principado das Astúrias e o título Príncipe das Astúrias que, desde então, designaria o herdeiro dos reinos da Coroa de Castela e, posteriormente, de toda a Espanha.

Bandeira do Principado das Astúrias

Brasão do Principado das Astúrias

O território do Principado ficou constituído pela comarca de Asturias de Oviedo. A comarca Asturias de Santillana, que mantinham esse nome desde o século XII, passaram a formar a merindad (outro tipo de divisão administrativa) denominada a partir do século XV de Montanha de Burgos e, desde 1778, como Província de Cantábria. Após a inclusão de Ribadedeva, Peñamellera Alta e Peñamellera Baja em 1833 na nova Província de Oviedo, esta passou a designar-se Província de Santander e, desde 1982, constitui a Comunidade Autónoma da Cantábria.
Apesar do principado manter-se como entidade territorial durante todo o Antigo Regime, a divisão territorial da Espanha em 1833 formou a Província de Oviedo, que incluía os concelhos das antigas Asturias de Oviedo, aos quais se juntaram Ribadedeva, Peñamellera Alta e Peñamellera Baja das antigas Asturias de Santillana. Em 1983, a Província de Oviedo foi renomeada para Província das Astúrias, tornando-se na única província da Comunidade Autónoma do Principado das Astúrias.
A bandeira e o brasão do actual Principado das Astúrias inclui a imagem da Cruz da Vitória.